# Тотьма
То́тьма — город в Вологодской области России. Административный центр Тотемского района, образует городское поселение город Тотьма. Население — 8647 чел. (2023).
Основан в 1137 году. Входит в список 41 особо ценных исторических городов России, сохранивших как планировку, так и большую часть старинной застройки. На территории города находится немалое количество памятников федерального и регионального значения.

## Расположение
Расположен на левом берегу реки Су́хона, в месте впадения в неё реки Песья-Деньга. 
Находится в 215 км к востоку от Вологды и в 242 км западнее Великого Устюга.  С 2021 года через город проходит федеральная трасса А123 .

## История

### Происхождение названия
Название Тотьма происходит, вероятно, из финно-угорских языков (где коми «тод» — «сырое место, поросшее елями и кустарниками», и «-ма» — «земля»).
Однако в городе активно бытуют топонимические легенды, объясняющие другое происхождение названия. Одна из них гласит о том, как Пётр I в свой первый приезд в Тотьму сказал: «То не город — то тьма». Однако, некорректность данной легенды подтверждается тем, что своё нынешнее название город носил задолго до петровской эпохи. По другой версии легенды, эти слова якобы принадлежат Ивану Грозному. Ещё одна легенда гласит, что «Тотьма» переводится как «город, колдующий воду», что якобы объясняется тем, что река Сухона два раза в год меняет направление своего течения (так как берёт начало в Кубенском озере, а когда в половодье уровень воды в реке выше, чем в озере, в верховьях реки направление течения меняется на противоположное и какое-то время река течёт в сторону озера, из которого вытекает).

### Ранняя история

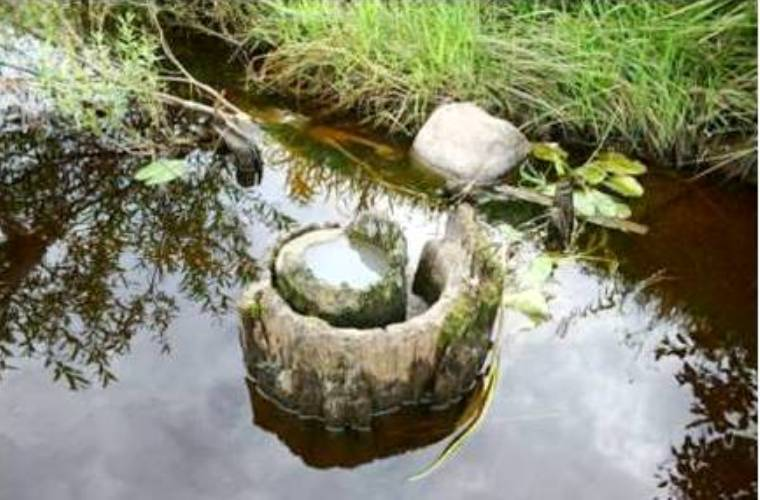
Остаток рассолоподъёмной трубы в русле реки Ковда

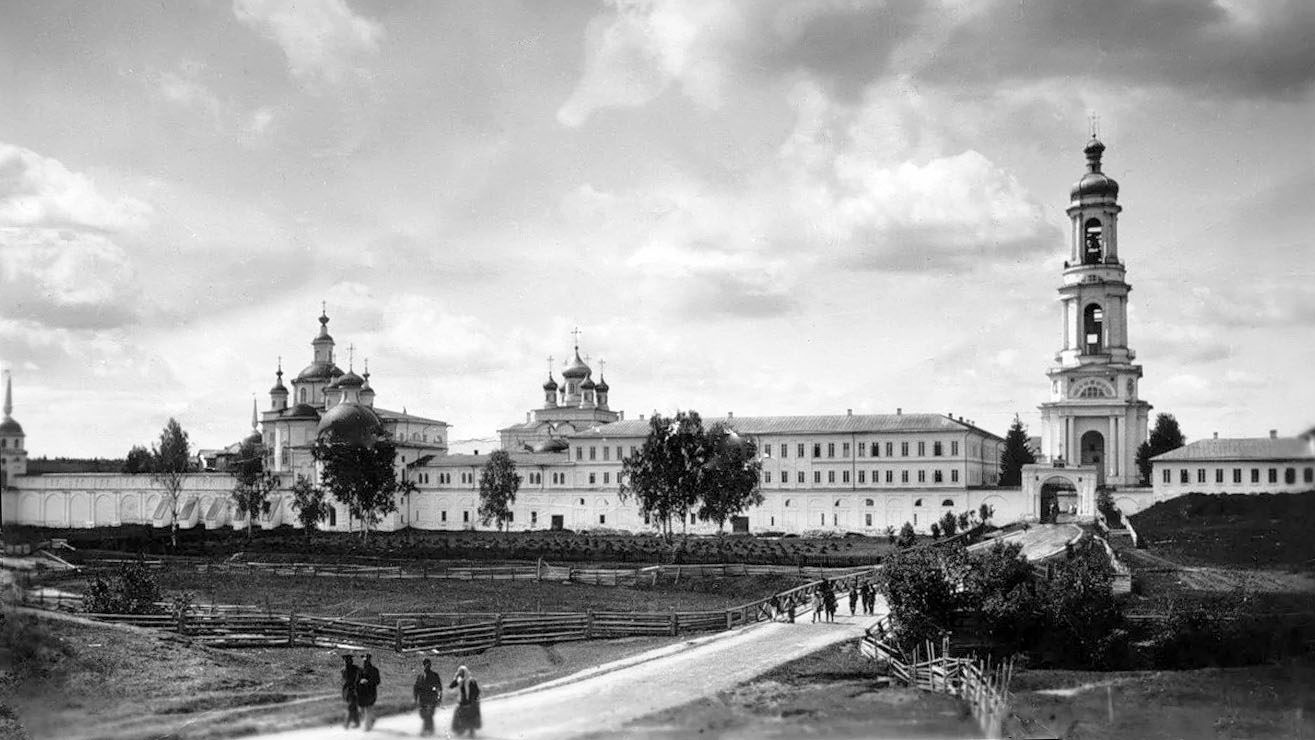
Спасо-Суморин монастырь в начале XX века

Датой основания поселения на месте Тотьмы принято считать 1137 год, на основании данных грамоты новгородского князя Святослава Ольговича, где в числе земель, облагаемых данью, упоминается погост Тошма. Ранее историки считали, что этот погост располагался в 15 километрах ниже по течению от современного города; сейчас эти данные подвергнуты сомнению, потому точная дата основания города в Среднем Присухонье вряд ли может быть выяснена. Тем не менее некое поселение в устье реки Старая Тотьма всё-таки существовало в XIII—XIV веках.
В XV веке часть тотьмичей, по-видимому, переселилась на новое место, в 2 км севернее современного города. Именно там, как считают учёные, жители местных деревень первыми в России освоили процессы глубинного солеварения. До наших дней дошло первое руководство по глубинному бурению соляных скважин, созданное в России, — «Роспись о том, как зачать делать новыя труба на новом месте», написанная мастером Семёном Саблиным. Вокруг варниц, построенных жителями деревень Углицкой и Галицкой (на берегах рек Ковды, Ляпунихи (Ляпуньки) и Солонухи) и вырос новый административный центр волости — Усолье Тотемское. С этого времени и вплоть до XVIII века Тотьма оставалась одним из крупнейших соляных городов и одно время также именовалась Посад Соли Тотемской или Соль Тотемская, по аналогии с Солью Вычегодской, Солью Галицкой и др. 
Владели соляными промыслами сначала известные вологодские монастыри, в том числе Спасо-Прилуцкий, а также наиболее богатые крестьяне-солепромышленники. Это продолжалось до тех пор, пока право на беспошлинное производство соли и торговлю ею не приобрёл Спасо-Суморин монастырь, который существенно расширил свои солеваренные владения. Вскоре на тотемскую землю стали прибывать и другие купцы. Неоднократно соляные варницы подвергались различным опустошениям. В 1539—1541 годах город подвергся крупному разорению казанскими татарами. Судя по всему, именно в период после ухода казанцев развернулось строительство укреплённого острога на самом высоком из прибрежных холмов левого берега Сухоны. 
Тотемская крепость-острог была мощным оборонительным сооружением, отразившим нападение беглого отряда поляков в Смутное время, который однако разграбил местные варницы. Именно вокруг этой крепости стал разрастаться новый посад, напоминающий своими границами современный центр города. Тотьма довольно точно указана на карте Азии из третьей части Атласа Меркатора, выпущенной в 1595 году. Бытует также легенда, что в городе побывал Иван IV Грозный и якобы успел даже отдохнуть на привале близ города, отчего позже в городской топонимике появилось понятие Государев Луг. Но документальных свидетельств пребывания Ивана Грозного в Тотьме нет:6-7.
Заметным фактом в истории города XVI столетия стало основание монахом вологодского Спасо-Прилуцкого мужского монастыря Феодосием Сумориным крупной обители близ Тотьмы, которая была названа Спасо-Преображенской. Вскоре к новому монастырю отошли многие земельные владения, а также солеварни. Основатель монастыря Феодосий Суморин в 1798 году был канонизирован. Мощи Феодосия, извлечённые в 1919 году из раки монастырского собора, пробыли большую часть XX века в Лазаревском храме Вологды, а в 1990-е годы вернулись в Тотьму, в Рождественский храм.

Феодосий Тотемский
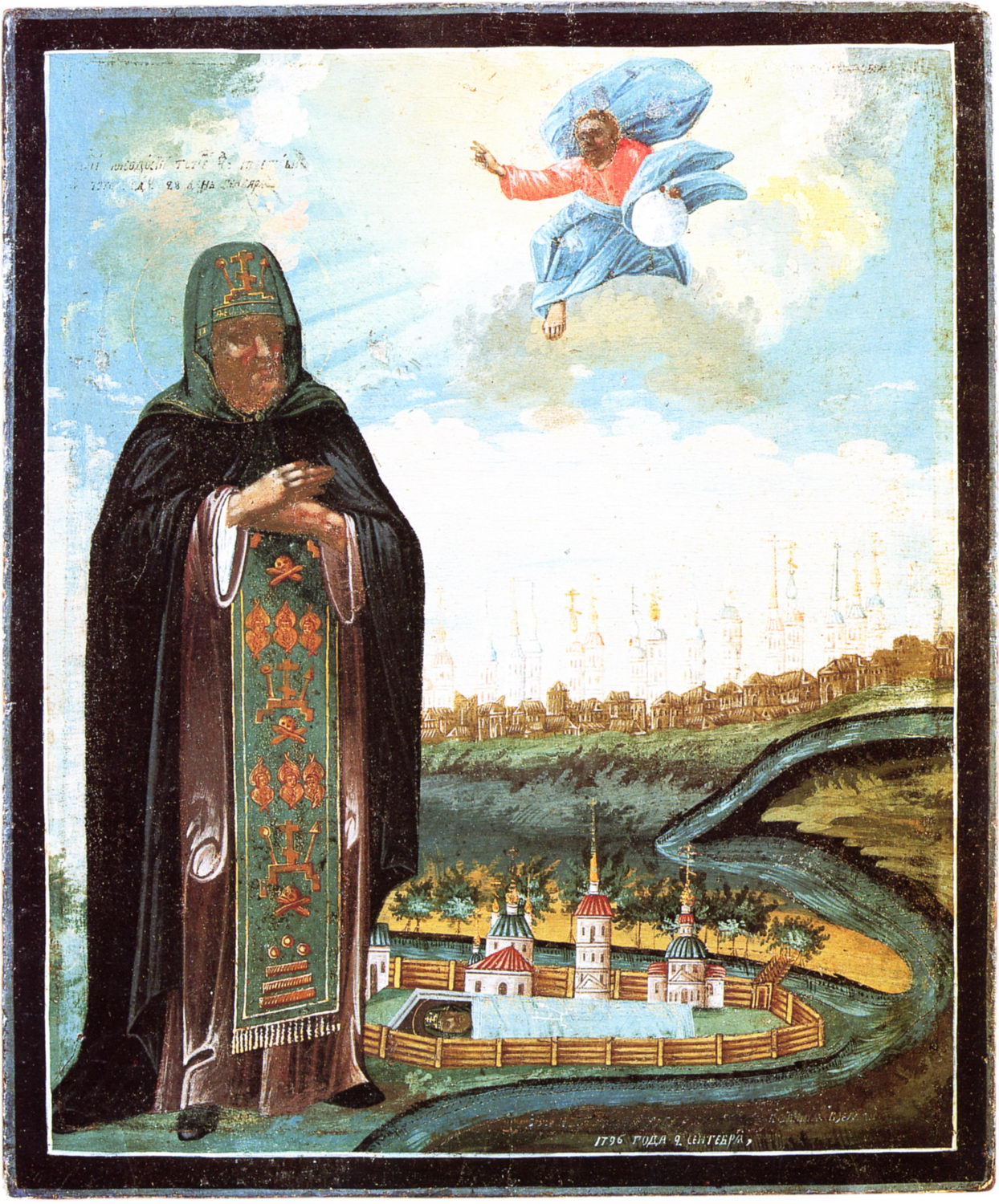
Икона XVIII века
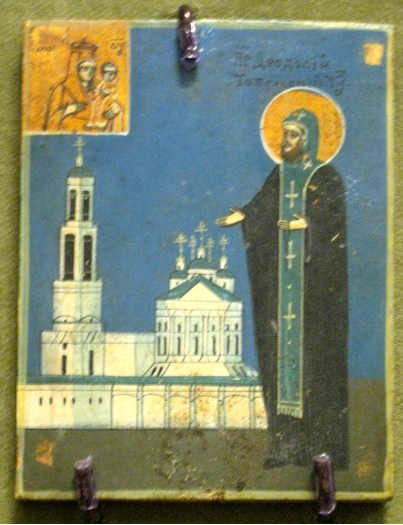
Икона XIX века
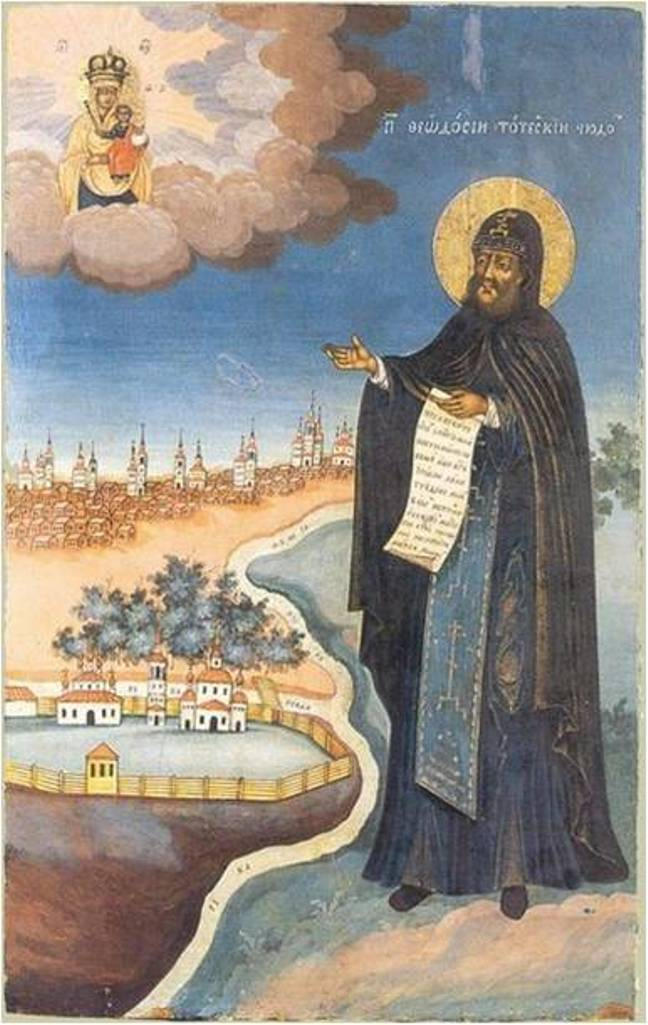
Икона начала XX века

### Тотьма при Романовых

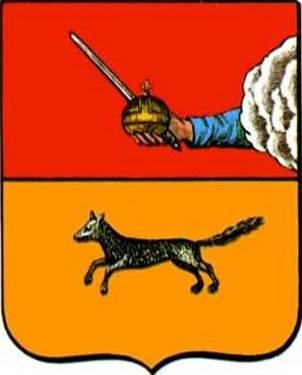
Исторический герб Тотьмы 1781 года

XVII век был веком расцвета для Тотьмы, как и для других городов, стоявших на Северо-Двинском водном пути. Практически вся внешняя торговля Русского государства, ввиду отсутствия выхода к Балтийскому морю, осуществлялась через Вологду, Тотьму, Великий Устюг и Архангельск, что способствовало появлению в Тотьме дворов и представительств иностранных купцов и торговых миссий. Всего за год через город проходило от 500 до 1000 судов. Усилившееся за счёт дальнейших разработок соляных промыслов торговое значение города позволило Тотьме стать одним из наиболее богатых и значимых городов Русского царства. По переписным книгам I четверти XVII века в старом Тотемском посаде по рекам Ковде и Ляпуньке значилось 8 варниц, на которых рассолы содержали от 5 до 6 % соли. Добыча соли достигала 200 тысяч пудов в год.
Тотьму трижды посещал Пётр I. Бытует легенда, что царь, посещая тотемские варницы, лично опробовал на себе работу солевара и вытянул из колодца бадью с рассолом. Пётр стал последним из российских правителей, лично посещавшим город. Вскоре торговое и экономическое значение Тотьмы стало падать ввиду основания Санкт-Петербурга и полного прекращения торговли на Сухоно-Двинском пути, а также обнаружением новых источников соли (в частности, соляных озёр Эльтон и Баскунчак) на юге России. 
Но тотемские купцы смогли найти новые источники доходов и обеспечить городу не менее впечатляющий экономический расцвет. Во второй половине XVIII века тотьмичами — Фёдором и Алексеем Холодиловыми, Петром и Григорием Пановыми, Степаном Черепановым и рядом других — было снаряжено множество экспедиций на восток: в Сибирь, на Дальний Восток и к берегам Американского континента. Компании тотемских купцов снарядили в Тихий океан около 20 экспедиций — это больше, чем компаниями московских, вологодских и великоустюжских купцов вместе взятых. Именно поэтому Тотьму и называют городом мореходов. В ходе этих экспедиций были совершены географические открытия, зафиксированные наукой в 1755 году, составлены карты ряда островов. Этими экспедициями была вывезена 1/5 часть всей пушнины, добытой на Американском континенте в течение полувека — рекордный показатель среди городов России. Торговля пушниной приносила ощутимую прибыль; так, на средства, вырученные в Сибири, тотемские купцы-мореходы имели возможность строить богато украшенные и достаточно большие по размерам для столь небольшого города храмы: Входоиерусалимский, Троицкий, Рождественский. В 1785 году императрицей Екатериной II был принят указ о даровании Тотьме герба с чёрной лисицей на золотом поле: «в знак того, что жители сего города в ловле сих зверей упражняются». 
Тотьмичи проявили себя активными участниками Русско-Американской компании, осваивали пространства Тихого океана, открыли ряд Алеутских и Командорских островов. Тотьмичом Иваном Кусковым на побережье Северной Калифорнии близ залива Бодега Бэй в 1812 году была основана крепость Форт-Росс, ставшая самой южной точкой «Русской Америки». Ко второй половине XVIII века относится и сохранившееся здание городской управы, федеральный памятник.

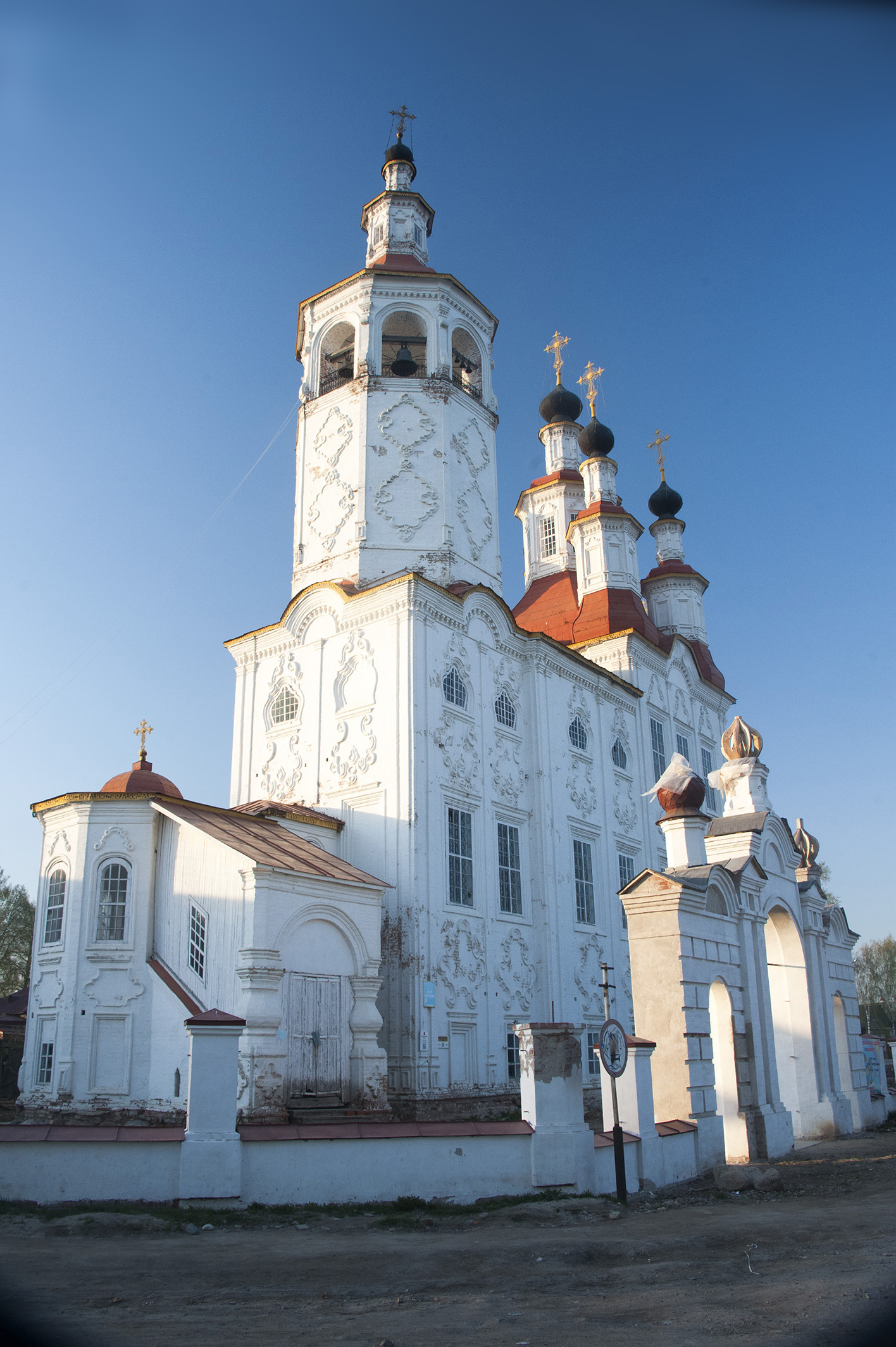
Музей мореходов (в бывшей церкви Входа в Иерусалим, 1794)

Церковь Входа в Иерусалим (сейчас в здании расположен Музей мореходов)
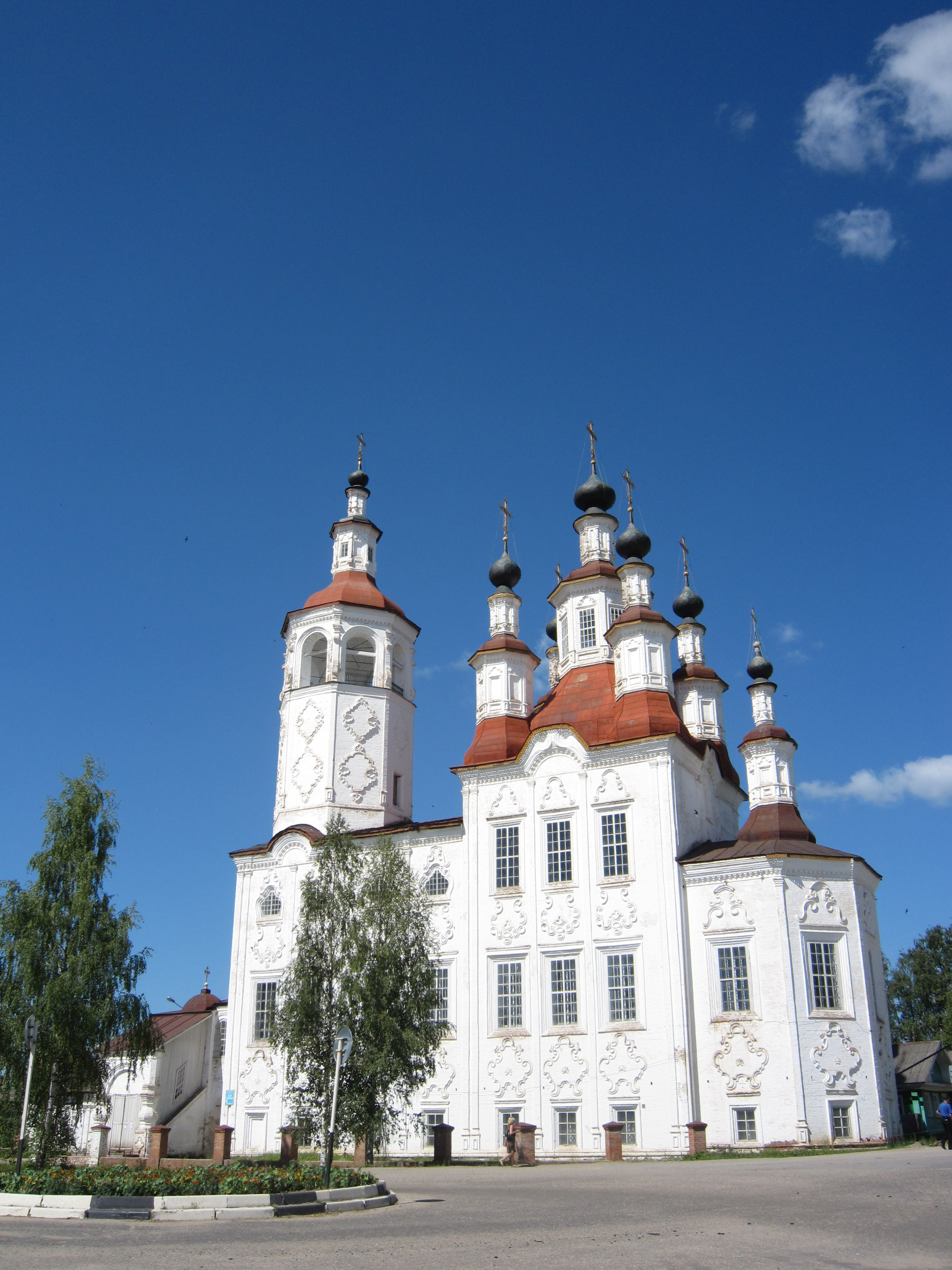
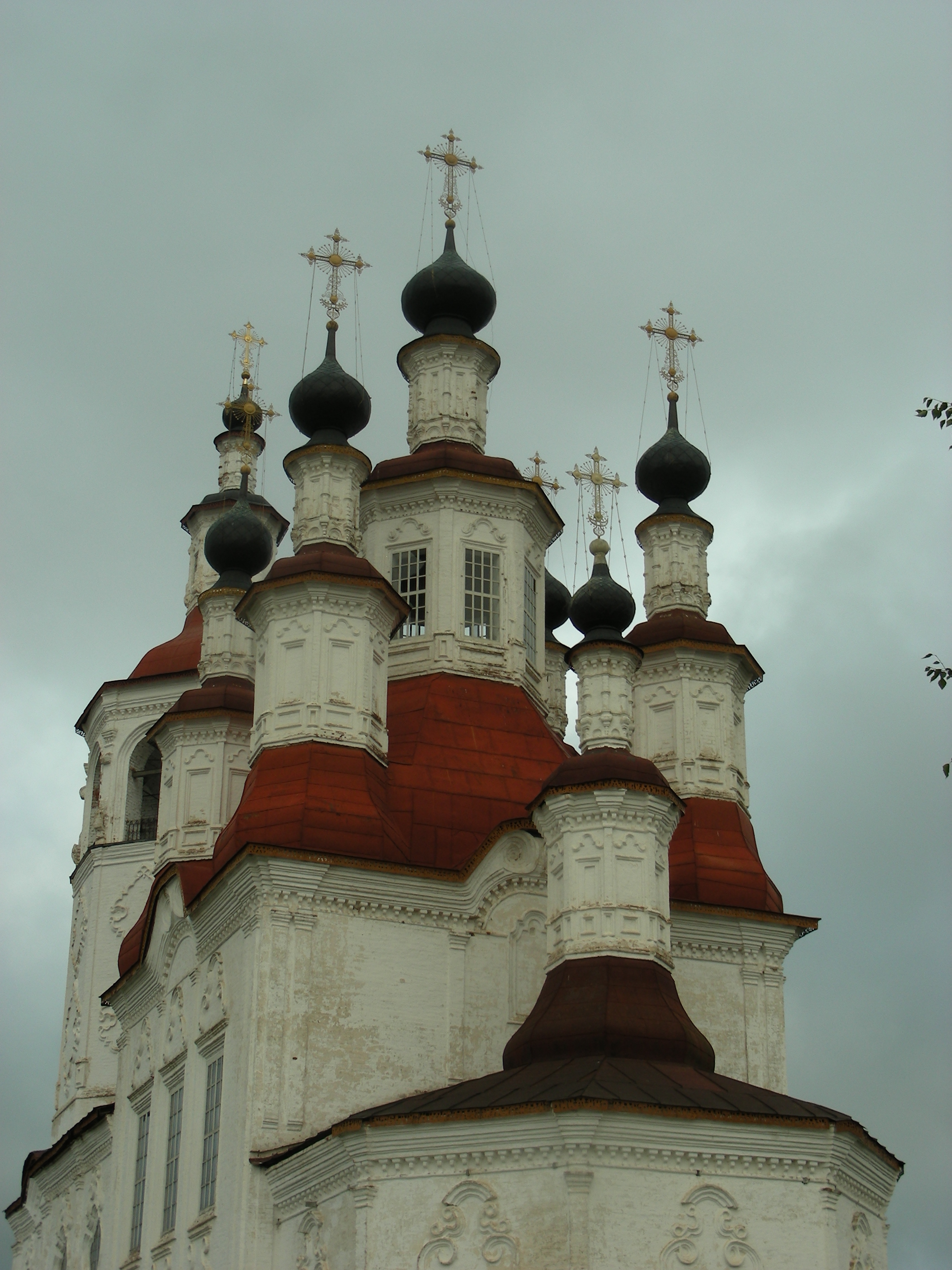
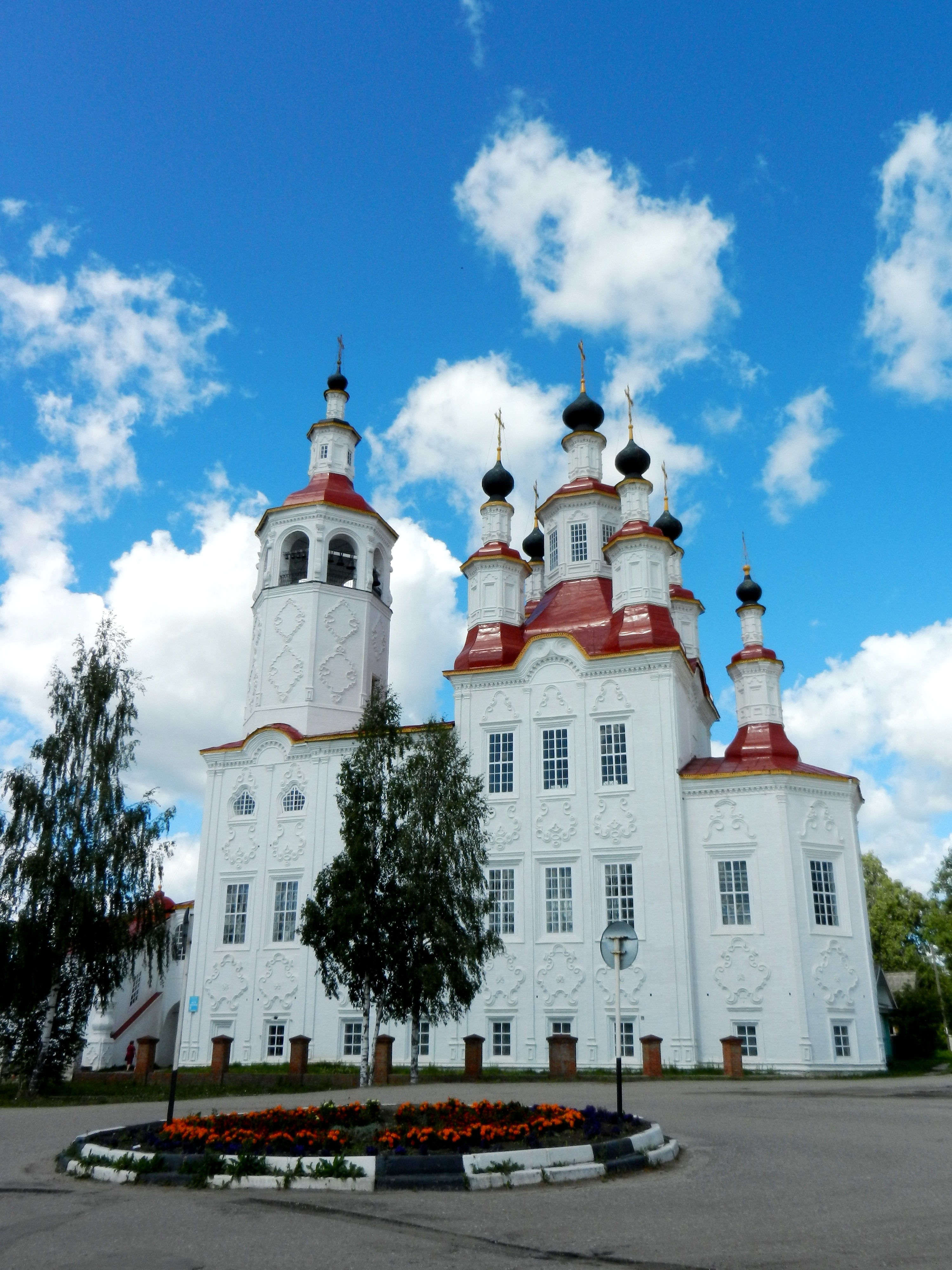
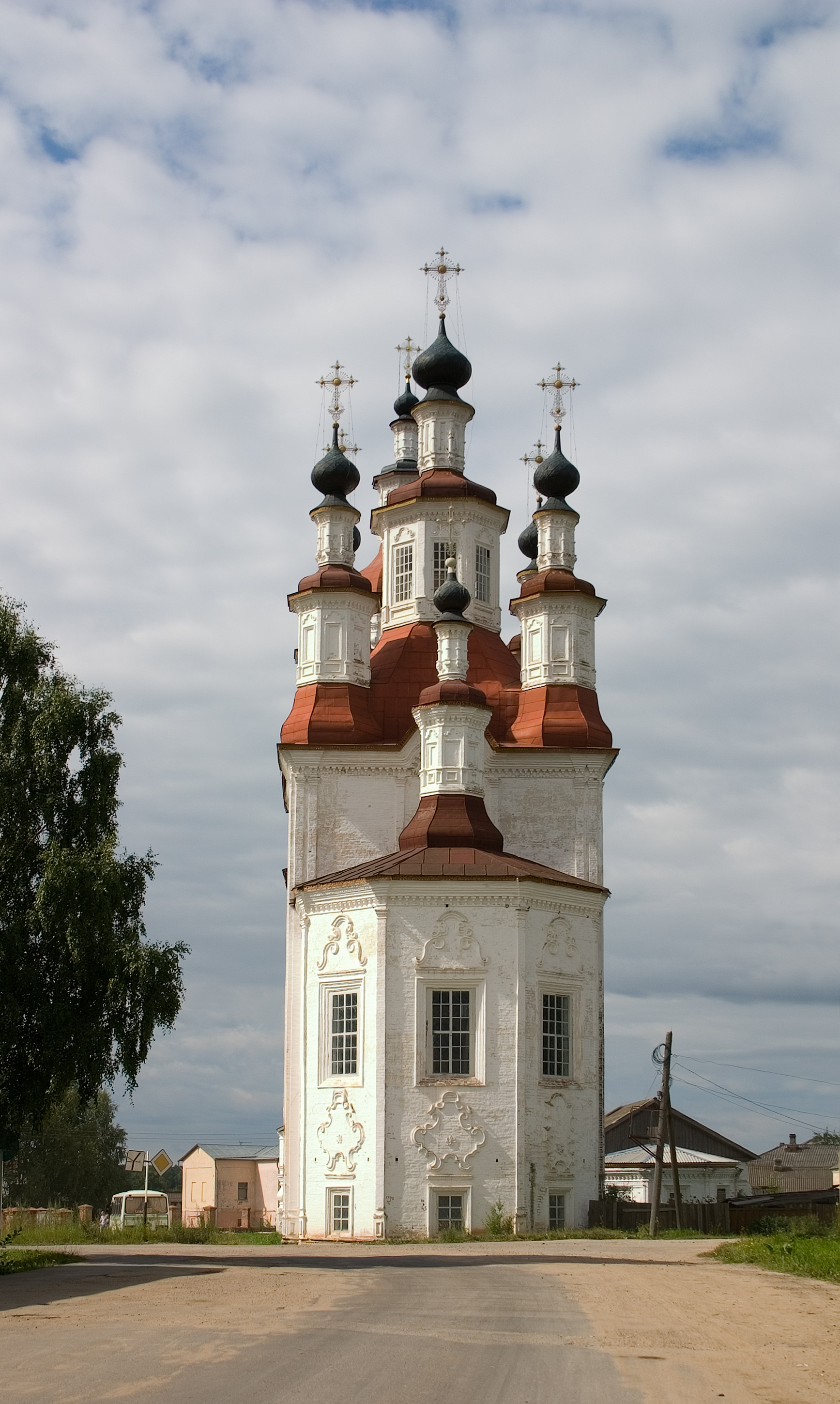
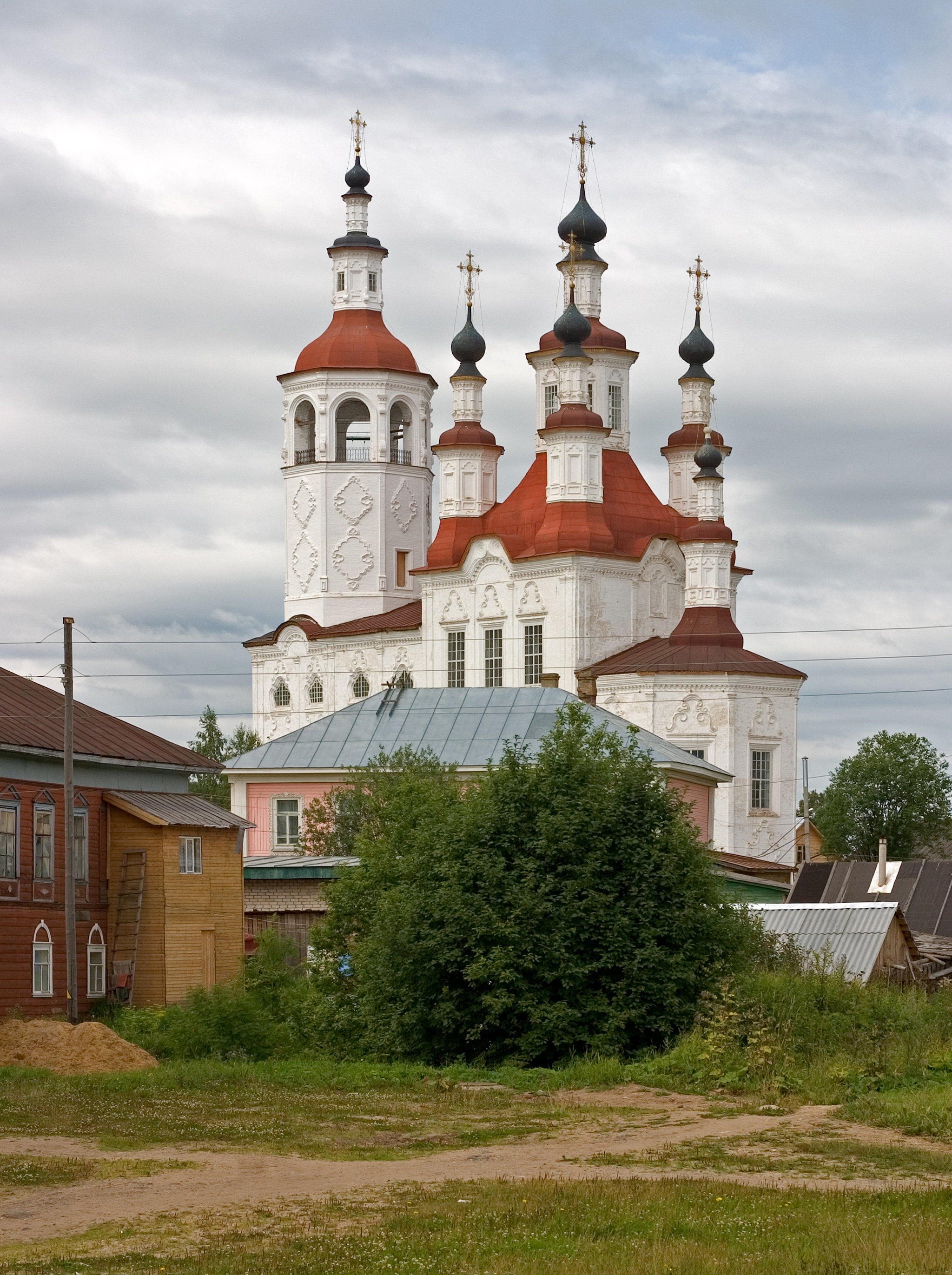

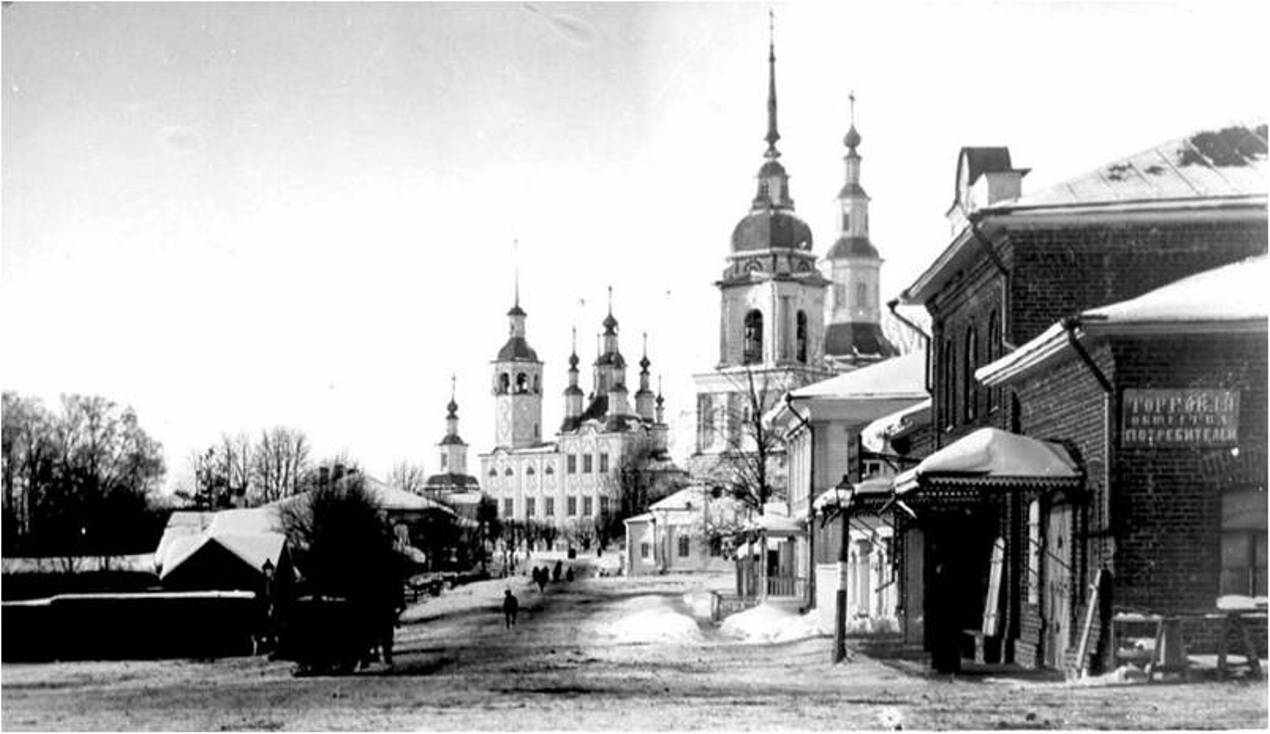
Центр Тотьмы в начале XX века. Сретенская улица. Храмы (слева направо): Иоанна Предтечи, Входоиерусалимский, Рождества Христова, Параскевы Пятницы

Во второй половине XIX века Тотьма постепенно становится обычным уездным городом. Соляные промыслы в Тотьме и Леденгском несколько потеряли своё значение, во многом из-за обнаружения на юге страны больших соляных озёр Эльтон и Баскунчак, а также из-за проведённой Екатериной II секуляризации монастырских земель, в результате которой местные и вологодские монастыри были лишены права заниматься производством соли. Постепенно соляные промыслы перешли в руки местных солепромышленников и казны. К 1915 году производство соли стало ориентированным уже на местное потребление.

Продолжают строиться городские храмы, развивается образование: открываются высшее начальное училище, женская прогимназия, духовное и реальное училища. В начале XX века Тотьма считалась одной из «образовательных столиц» Вологодской губернии. Особым успехом пользовалась Петровская ремесленная школа, открытая на средства местного уроженца, купца Н. И. Токарева. Целью школы было обучение детей из крестьянских семей изготовлению игрушек и предметов домашнего обихода. В школе действовало несколько мастерских: слесарная, токарная, плотницкая, жестяницкая, корзиночная, игрушечная. В 1905 году на международной выставке в Льеже (Бельгия) школа была удостоена гран-при. В прессе Тотьму стали называть русским Нюрнбергом — городом игрушечников.
Кроме того Тотьма продолжала оставаться местом политической ссылки ещё с XVII века. Особенно много ссыльных прошло через город во второй половине XIX — начале XX веков. В ссылке побывали писатель-народник, публицист П. Л. Лавров, начавший здесь работу над своими знаменитыми «Историческими письмами», писатель-демократ Н. В. Шелгунов, этнограф-фольклорист Г. Н. Потанин, будущий нарком иностранных дел СССР В. М. Молотов (Скрябин). В 1876 году здесь недолгое время пробыл писатель В. Г. Короленко, позже описавший свои личные впечатления о городе в «Истории моего современника», одна из глав которой так и называется — «Остановка в Тотьме». Также в Тотьме на некоторое время останавливался, перебираясь из Сольвычегодска в Вологду, И. В. Джугашвили (Сталин). Но наиболее подробные воспоминания о тотемской ссылке оставил А. В. Луначарский, живший здесь в 1903—1904 гг.

Мои тотемские воспоминания ещё приятнее вологодских… Тотьма — очаровательный, узорный городок, с церквами в стиле рококо, на берегу громадной реки, за которой тянутся тёмные леса. Недалеко от города лежит монастырь, куда можно ездить на санях сквозь серебряные зимние леса и где дают хлеб, квас и уху, каких я ни до, ни после никогда не едал… Я вспоминаю Тотьму как какую-то зимнюю сказочку, какую-то декорацию для «Снегурочки».
— А. В. Луначарский. «Из вологодских воспоминаний»

### Советский период
Тот город зелёный и тихий

Отрадно заброшен и глух.

Достойно, без лишней шумихи,

Поёт, как в деревне, петух

На площади главной... Повозка

Порой громыхнёт через мост,

А там, где овраг и березка,

Столпился народ у киоска

И тянет из ковшика морс,

И мухи летают в крапиве,

Блаженствуя в летнем тепле...

Ну что там отрадней, счастливей

Бывает ещё на земле?

Взгляну я во дворик зелёный —

И сразу порадуют взор

Земные друг другу поклоны

Людей, выходящих во двор.

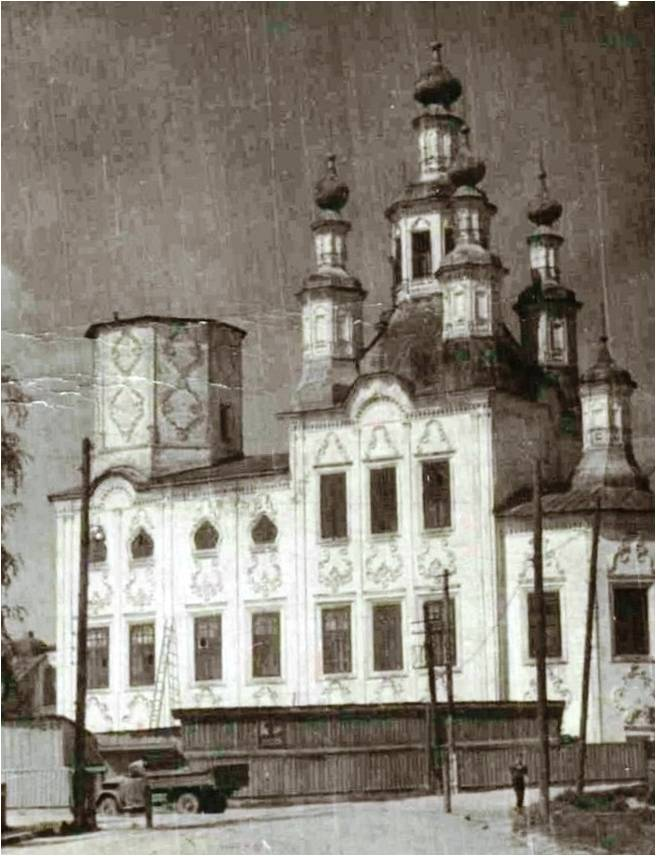
Входоиерусалимский храм, превращённый в ликёроводочный завод (1960-е гг.)

После упразднения Вологодской губернии, а вместе с ней и Тотемского уезда в 1929 году, город стал центром новообразованного Тотемского района — сначала Северного края (1929—1936), затем Северной области (1936—1937), а потом — выделенной из её состава Вологодской области (с 1937 года).
Процессы индустриализации мало затронули город. Были построены электростанция и расширено пищевое и лесное производство, но ориентация экономики на сельское хозяйство сохранялась. Борьба воинствующих атеистов с религией завершилась сносом более чем половины храмов города, переоборудованием Входоиерусалимского храма в винный завод, а помещений Спасо-Суморина монастыря — в лесотехнический техникум:1-3

В лесотехническом техникуме несколько лет (1950—1952) обучался будущий поэт Николай Михайлович Рубцов, до того воспитывавшийся в детском доме села Никольское Тотемского района, а впоследствии неоднократно приезжавший в Тотьму и считавший эти места своей духовной родиной. В 1985 году был торжественно открыт памятник Н. М. Рубцову на берегу Сухоны. Возрождение исторических традиций города началось только в 1970-е годы и тесно связано с деятельностью краеведа Станислава Зайцева: им были «заново открыты» история тотемского мореходства и феномен тотемских картушей («клейм»), благодаря его активной деятельности удалось защитить исторический центр Тотьмы от сноса по проекту «Ленгипрогора».

### После 1991 года
1990-е годы стали для города трудным временем закрытия ряда предприятий (леспромхоза, мебельной фабрики, льнозавода):18. С другой стороны, в это время были отреставрированы Входоиерусалимский, Рождественский и Успенский храмы, были открыты музей церковной старины и музей мореходов, возникли новые идеи для развития туризма.
В 2000-е годы в Тотьме построены физкультурно-оздоровительный комплекс, новое здание молодёжного центра «Тотьма», гостинично-развлекательный комплекс «Варницы», реконструировано здание городской автостанции, превращённой в автовокзал. На центральной площади торжественно открыт памятник русским землепроходцам и мореходам. С 2001 года традиционно во вторую субботу августа проводится Преображенская ярмарка, а город принят в новое Ганзейское общество (Ганзейский союз).

## Планировка и застройка
Тотьма расположена на нескольких невысоких холмах в левобережье Сухоны и частично — в пологой низменной части на правом берегу. Планировка улиц сохраняется со времён дарованного Екатериной II генерального плана. Город достаточно компактен; исторический центр, в котором находятся основные памятники архитектуры и иные достопримечательности, расположен на территории, ограниченном Сухоной с юга, Песьей Деньгой — с запада, улицей Кирова — с севера и Дмитриевским ручьём — с востока. В этой части располагаются Тотемское городище (Соборная гора), главная городская площадь — Торговая, городской рынок, 4 из 5 тотемских музеев, основные магазины. Остальная часть Тотьмы условно делится на ряд небольших микрорайонов, представляющих собой бывшие слободы и деревни: Корепово — на востоке, Фетиха и Зеленская слобода — на юго-западе. С севера к Тотьме примыкает крупная деревня Варницы, номинально являющаяся частью Пятовского муниципального образования Тотемского района, но, по сути, слившаяся с городской чертой. В правобережной части Тотьмы располагаются несколько улиц, зона отдыха и городское кладбище.

Основными улицами, маркирующими выезды и проходящими через большую часть городской территории, являются улицы Ленина, Белоусовская, Советская, Бабушкина.
Застройка Тотьмы преимущественно малоэтажная, дома выше пяти этажей в городе отсутствуют. Центральная часть практически полностью лишена современных жилых домов, которыми застроены восточные и северные окраины города. Среди цельных районов сохранившейся старинной застройки привлекают внимание сохранившийся ансамбль торговых и жилых зданий на улице Белоусовской, квартал учебных зданий близ улицы Ленина, Зеленская рыбачья слобода.

## Управление
Тотьма образует муниципальное образование «Город Тотьма», обладающее статусом городского поселения. Код ОКТМО — 19 246 501. Устав муниципального образования принят 10 августа 2005 года.
Глава муниципального образования «город Тотьма» с ноября 2017 года — Александр АлександровичКопосов; мэр — Анатолий Анатольевич Скорюков.
Ввиду того, что Тотьма — крупнейшее поселение на территории, условно называемой Среднее Присухонье, ряд разнообразных учреждений, находящихся в городе, работает на несколько муниципальных районов Вологодской области, например, военкомат, отдел внутренних дел, почтамт и т. п.

## Население
| 1620    | 1646    | 1679    | 1688    | 1856    | 1897    | 1913    | 1926    | 1931    | 1939    | 1959    | 1970    |
| ------- | ------- | ------- | ------- | ------- | ------- | ------- | ------- | ------- | ------- | ------- | ------- |
| 178     | ↗499    | ↗1048   | ↘566    | ↗2900   | ↗4900   | ↗5400   | →5400   | ↗6000   | ↗6900   | ↗7929   | ↗8465   |
| 1979    | 1989    | 1992    | 1996    | 1998    | 2000    | 2001    | 2002    | 2003    | 2005    | 2006    | 2007    |
| ↗9336   | ↗10 622 | ↗10 700 | ↗10 800 | →10 800 | ↗10 900 | →10 900 | ↘10 531 | ↘10 500 | →10 500 | →10 500 | ↘10 400 |
| 2008    | 2009    | 2010    | 2011    | 2012    | 2013    | 2014    | 2015    | 2016    | 2017    | 2018    | 2019    |
| →10 400 | ↘10 338 | ↘9776   | ↗9800   | ↗9872   | ↘9860   | ↗9862   | ↗9915   | ↗9950   | ↘9895   | ↘9805   | ↘9721   |
| 2020    | 2021    | 2023    |         |         |         |         |         |         |         |         |         |
| ↘9690   | ↘8669   | ↘8647   |         |         |         |         |         |         |         |         |         |

На 1 января 2025 года по численности населения город находился на 953-м месте из 1124 городов Российской Федерации.
Своего максимума население города достигло к 1989 году — около 11 тысяч жителей. С начала 1990-х годов наблюдается отрицательный естественный прирост, хотя и менее интенсивный, нежели в случае с некоторыми иными районными центрами региона. Согласно переписи населения 2010 года, население Тотьмы составляет 9784 человека, с пригородными деревнями и посёлками (Варницы, Советский, Усть-Еденьга), образующими своего рода агломерацию — около 15000 человек. Наблюдается отток населения в Вологду, Череповец, Санкт-Петербург. Новыми жителями города чаще всего становятся жители населённых пунктов Тотемского района, а также некоторых расположенных относительно неподалёку районных центров.
Национальный состав
По итогам переписи населения 2020 года, проживали следующие национальности (национальности менее 0,1 % и другое, см. в сноске к строке «Другие»):
| Национальность | Численность, чел. | Доля     |
| -------------- | ----------------- | -------- |
| Русские        | 8299              | 95,73 %  |
| Украинцы       | 28                | 0,32 %   |
| Армяне         | 19                | 0,22 %   |
| Азербайджанцы  | 13                | 0,15 %   |
| Белорусы       | 12                | 0,14 %   |
| Другие         | 298               | 3,44 %   |
| Итого          | 8669              | 100,00 % |

## Экономика

### Промышленность и строительство
В городе преобладает лесная и пищевая промышленность. Работают хлебокомбинат, маслозавод, Тотемский филиал «Вологдаэнерго», ОАО «Тотемская электротеплосеть», цех по производству безалкогольных напитков и пекарня Тотемского РайПО.
В советские годы был построен механизированный льнозавод, однако в 1990-х годах он был остановлен и прекратил своё существование. Близ города расположен также асфальто-бетонный завод. По территории Тотемского района проходит газопровод «Сияние Севера», потому развитие Тотьмы также тесно связано с газовой и нефтяной промышленностью.

### Торговля, услуги, туризм

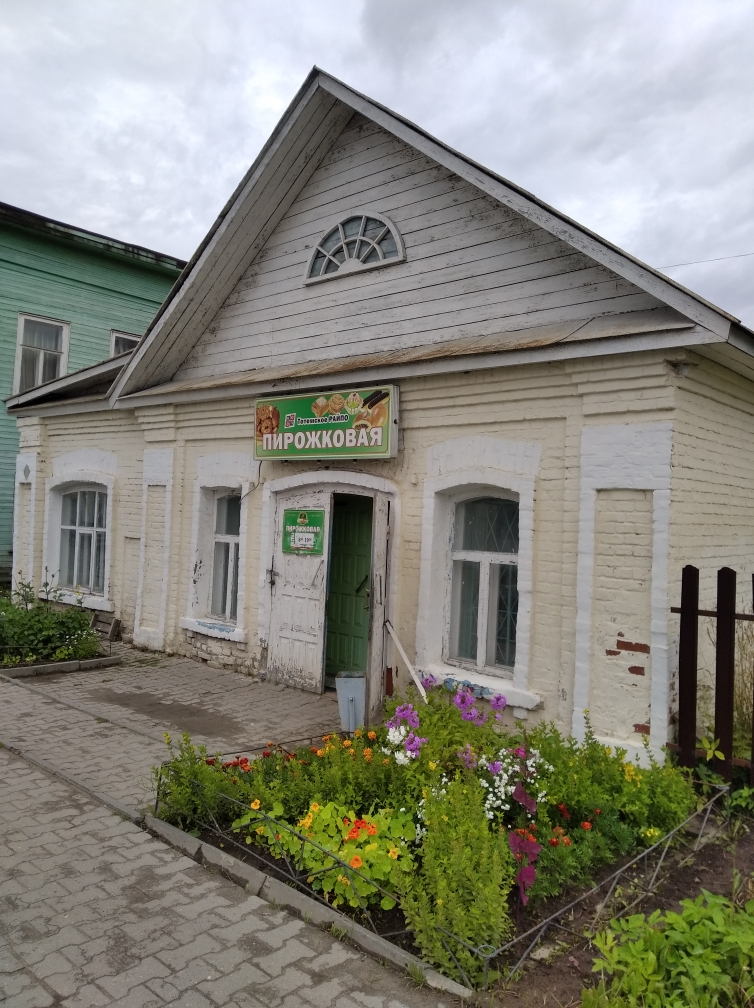
Закусочная «Пирожковая» на Советской ул., 17

Помимо Тотемского РайПО, сеть своих магазинов имеют также маслозавод, хлебокомбинат, многочисленные частные предприниматели. В городе работают магазины федеральных сетей «Магнит», «Евросеть», региональных сетей «Чёрный кот», «Самое свежее» и др. Крупными торговыми центрами являются построенные в последнее десятилетие «Алмаз» и «Семь дней». Тотемский городской рынок в 2011 году признан лучшим среди рынков райцентров Вологодской области. Сеть предприятий общественного питания представлена двумя ресторанами, пятью кафе и несколькими закусочными.
По итогам 2012 года Тотьма заняла четвёртое место в Вологодской области по количеству принятых туристов (уступив Вологде, Кириллову и Череповцу).
Работает информационно-туристический портал Тотемского района. В настоящее время приёмом туристов в Тотьме занимаются:
- МУП «Туризм и народные промыслы»[53]
- Тотемское музейное объединение[54]
- Школа путешественников Фёдора Конюхова[55]

Развиваются товарный знак «Тотьма — соль земли Русской» и бренд «Тотьма — город мореходов и землепроходцев». Разработаны варианты культурно-познавательных, развлекательных, игровых, корпоративных и семейных туров. С 2012 года регулярно предлагаются услуги сплавов по Сухоне как в пределах района, так и до Великого Устюга.

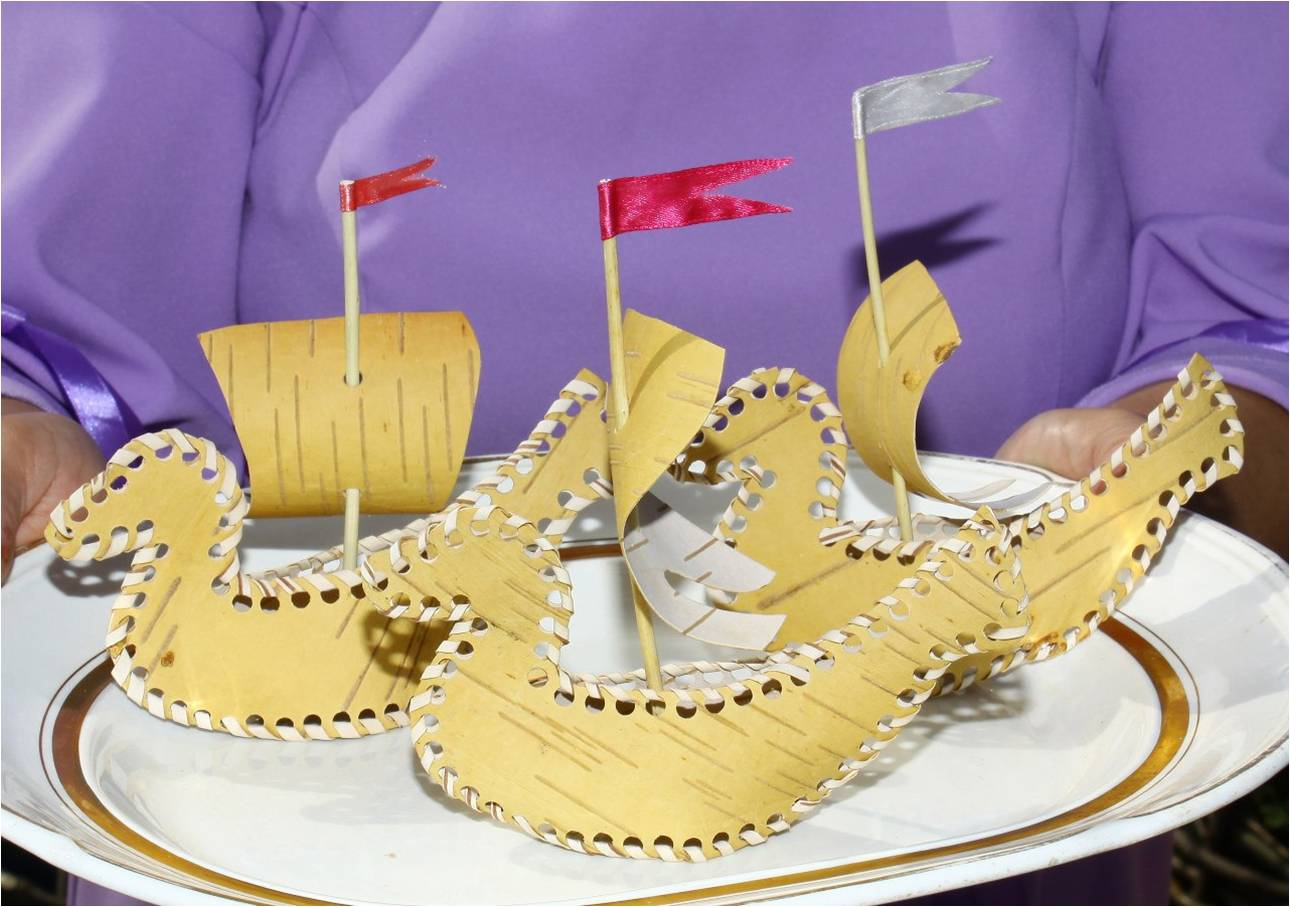
Сувенирная продукция Тотьмы
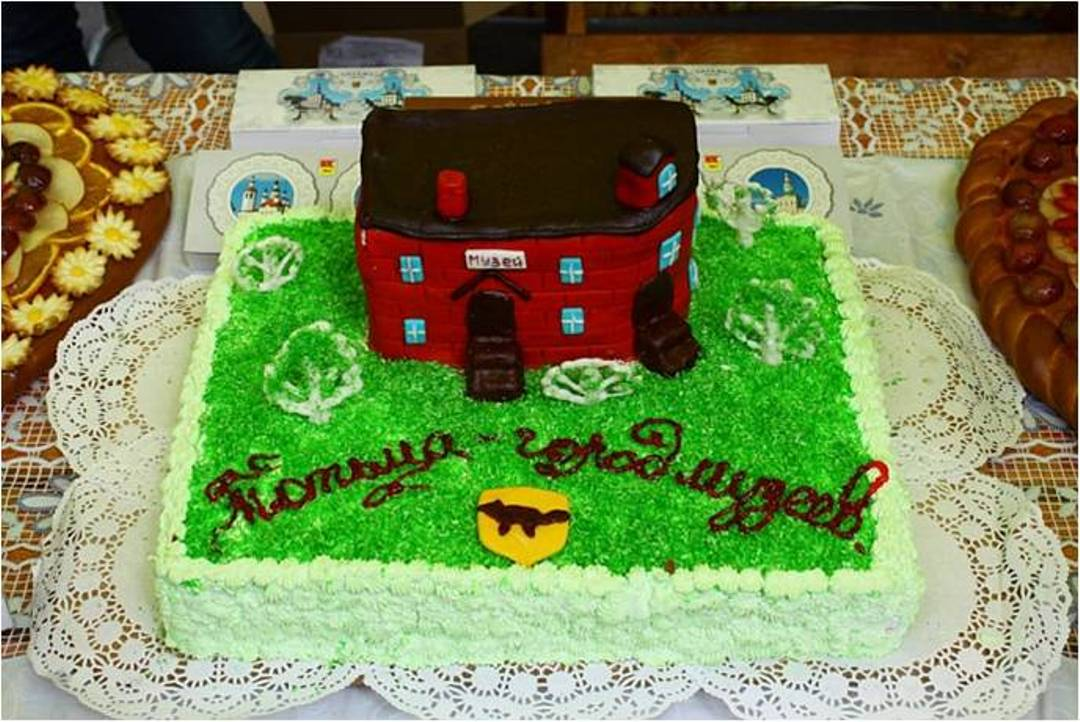
Продукция цеха тортов Тотемского хлебокомбината на выставке-ярмарке «Настоящий тотемский продукт»
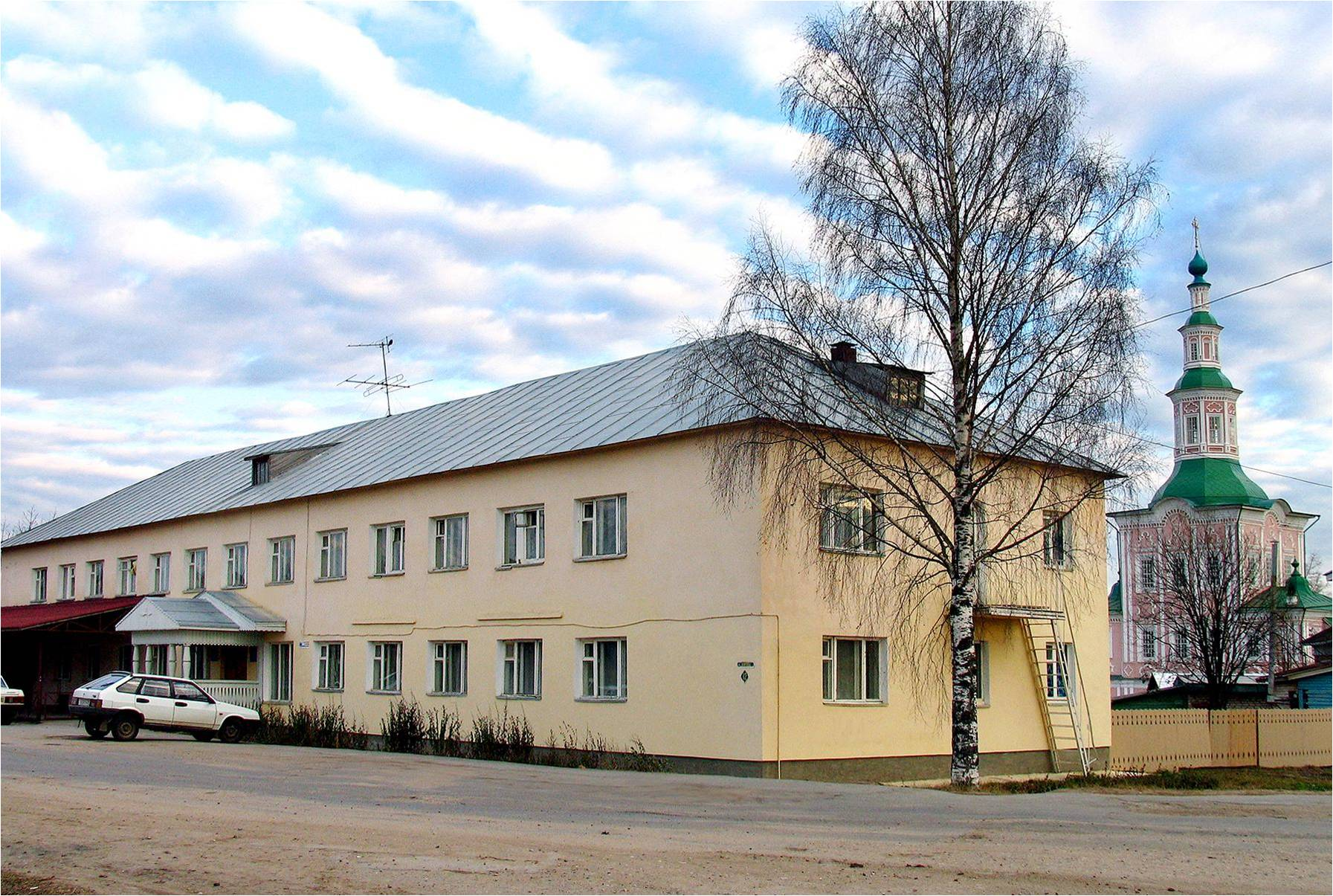
Гостиница «Рассвет»

Событийный туризм в городе представлен следующими регулярными мероприятиями:
- выставка-ярмарка «Настоящий Тотемский продукт» (12 июня)[56][57].
- ежегодная Преображенская ярмарка, сопровождающаяся телемостом и перезвоном колоколов Тотьма — Форт-Росс (вторая суббота августа)[58][59].
- межрегиональный фестиваль «Рубцовская осень». Проходит обычно в сентябре. Включает в себя занятия и встречи в библиотеках, выставки, киносеансы, концерты и конкурсы чтецов, презентации книг. А все неравнодушные к поэзии Николая Рубцова собираются возле памятника поэту на берегу Сухоны[60].
- межрайонный фестиваль-конкурс исполнителей песен и стихов «Здесь души моей родина», посвящённый памяти Николая Рубцова[61][62].
- конкурс водных путешественников «Сухонская регата»[63][64].

В городе работают три гостиницы («Рассвет», «Варницы»), а также кемпинг «Аляска» и гостевой дом «Пилигрим». Гостиница «Монастырские кельи», располагавшаяся в Спасо-Суморином монастыре закрыта в 2019 году, так как здания переданы РПЦ.

## География

### Климат
Тотьма расположена в зоне умеренно‐континентального климата, который формируется в условиях малого количества солнечной радиации зимой, под воздействием северных морей и интенсивного западного переноса, со сравнительно теплым коротким летом и продолжительной холодной зимой. Вынос тёплого морского воздуха, связанный с прохождением циклонов из Атлантики, и частые вторжения арктического воздуха с Северного Ледовитого океана придают погоде большую неустойчивость в течение всего года.
Зима в городе долгая и умеренно холодная, длится пять с половиной месяцев. Весна и осень прохладные, лето тёплое, наиболее холодный месяц— январь, наиболее тёплый месяц — июль. Осадков выпадает больше летом и осенью, в виде дождя. Ввиду географического положения, в Тотьме климат в целом несколько холоднее, нежели в областной столице.
| Показатель                            | Янв.  | Фев.  | Март | Апр. | Май | Июнь | Июль | Авг. | Сен. | Окт. | Нояб. | Дек. | Год |
| ------------------------------------- | ----- | ----- | ---- | ---- | --- | ---- | ---- | ---- | ---- | ---- | ----- | ---- | --- |
| Средняя температура, °C               | −11,8 | −10,1 | −4,1 | 3,3  | 9,9 | 15   | 17,5 | 14,1 | 8,9  | 2,6  | −5,1  | −9,3 | 2,6 |
| Источник: NASA. База данных RETScreen |       |       |      |      |     |      |      |      |      |      |       |      |     |

| Показатель                       | Янв.  | Фев.  | Март  | Апр. | Май  | Июнь | Июль | Авг. | Сен. | Окт.  | Нояб. | Дек.  |
| -------------------------------- | ----- | ----- | ----- | ---- | ---- | ---- | ---- | ---- | ---- | ----- | ----- | ----- |
| Абсолютный максимум, °C          | 4,5   | 4,1   | 15,3  | 26,2 | 30,0 | 32,9 | 34,3 | 35,2 | 26,7 | 22,2  | 12,6  | 10,1  |
| Средний суточный максимум, °C    | −8,6  | −6,5  | 0,2   | 8,5  | 16,3 | 20,7 | 23,2 | 19,8 | 13,4 | 5,8   | −2,1  | −6,2  |
| Средняя температура, °C          | −11,9 | −10,1 | −4,1  | 3,5  | 10,4 | 15,1 | 17,8 | 14,9 | 9,6  | 3,3   | −4,3  | −9    |
| Средний суточный минимум, °C     | −15,1 | −13,6 | −8,4  | −1,4 | 4,5  | 9,5  | 12,3 | 10,0 | 5,8  | 0,7   | −6,5  | −11,7 |
| Абсолютный минимум, °C           | −45,3 | −37,8 | −34,6 | −21  | −6,2 | −2,5 | 2,8  | −1,2 | −6,6 | −22,2 | −35,9 | −35,4 |
| Норма осадков, мм                | 43,5  | 32,0  | 32,9  | 32,8 | 43,0 | 68,8 | 77,5 | 69,6 | 55,2 | 57,8  | 51,3  | 48,8  |
| Источник: Тотьма погода и климат |       |       |       |      |      |      |      |      |      |       |       |       |

### Рельеф и гидрография

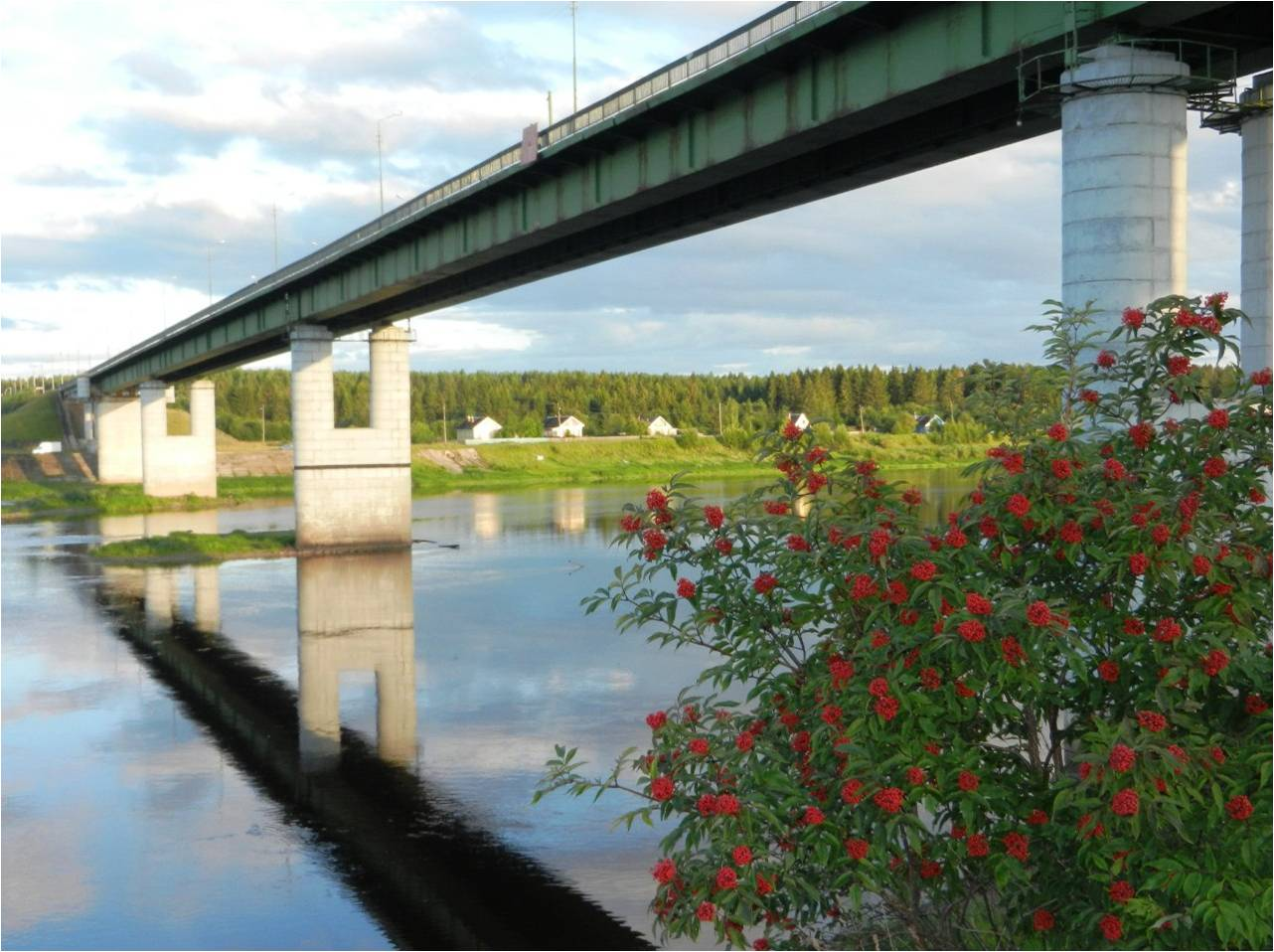
Мост через Сухону в районе Зеленской (Рыбачьей) слободы в Тотьме

Тотьма расположена на обоих берегах реки Сухоны (левый берег существенно более заселён, нежели правый). Рельеф города представляет собой приречную холмистую местность, изрезанную многочисленными реками и ручьями, образующими овраги. В городской черте протекают: река Песья Деньга, Дмитриевский и Кореповский ручьи (притоки Сухоны), река Ковда, Рождественский и Петухов ручьи (притоки Песьей Деньги), ручей Ляпунька (приток Ковды). Через реку Сухону построен автомобильный мост, являющийся частью трассы областного значения Р7 (Чекшино — Тотьма — Никольск). Ещё один достаточно крупный автомобильный мост («Савинский») в черте города построен через Песью Деньгу. Пешеходных мостов в Тотьме ввиду особенностей рельефа великое множество.

### Экология
Уровень загрязнения воздуха в Тотьме — низкий, что связано с практически полным отсутствием промышленности, использующей выбросы токсичных веществ. Тем не менее загрязнённость вод реки Сухоны в черте города повышенная, что связано с расположенными выше по течению реки сокольскими целлюлозно-бумажным и деревообрабатывающим комбинатами.

## Культура
Тотьма, несмотря на малые размеры города, является одним из значимых культурных центров Русского Севера. Тотьма является историческим поселением федерального значения.

### Музеи
С 1915 года функционирует краеведческий музей, в 1990-е годы разделившийся на несколько относительно самостоятельных филиалов, ставших Тотемским музейным объединением. По данным на 2013 год, в городе работает 6 музеев, находящихся под эгидой Тотемского музейного объединения:
- Тотемский краеведческий музей, занимающий здание бывшего духовного училища и содержащий в себе исторический, художественный, археологический отделы, а также отдел природы. В нём собрана богатая коллекция предметов народного искусства и быта Сухонского края: эмаль, чернение по серебру, резьба по дереву и бересте, роспись по дереву, вышивки, художественная обработка металлов и др.
- Музей церковной старины, экспонирующий в бывшем Успенском храме деревянную скульптуру, икону и предметы церковного обихода из храмов бывшего Тотемского уезда;
- Музей мореходов, представляющий собой три выставочные зала в здании Входоиерусалимской церкви, рассказывающие о феномене и истории тотемского мореходства;
- Дом-музей Ивана Кускова, основателя крепости Форт Росс в Северной Калифорнии, самого знаменитого из тотемских мореходов;
- Комплекс Спасо-Суморина монастыря, представляющий открытое хранение фондов на территории бывшего Спасо-Суморина монастыря;
- Музейно-выставочный центр в бывшем храме Воскресения, проводящий временные выставки.

Музеи Тотьмы
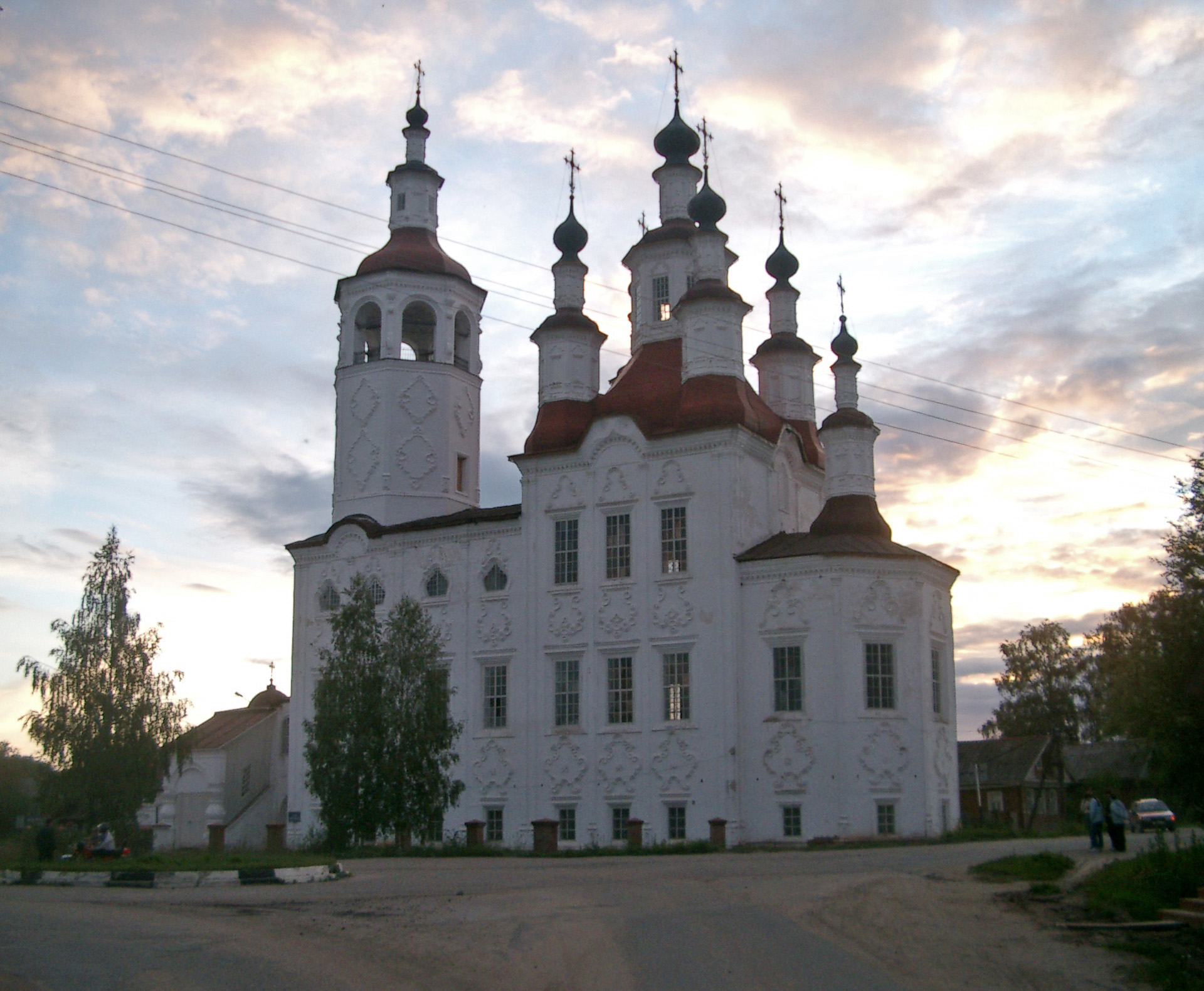
Музей мореходов (в бывшей Церкви Входа в Иерусалим)
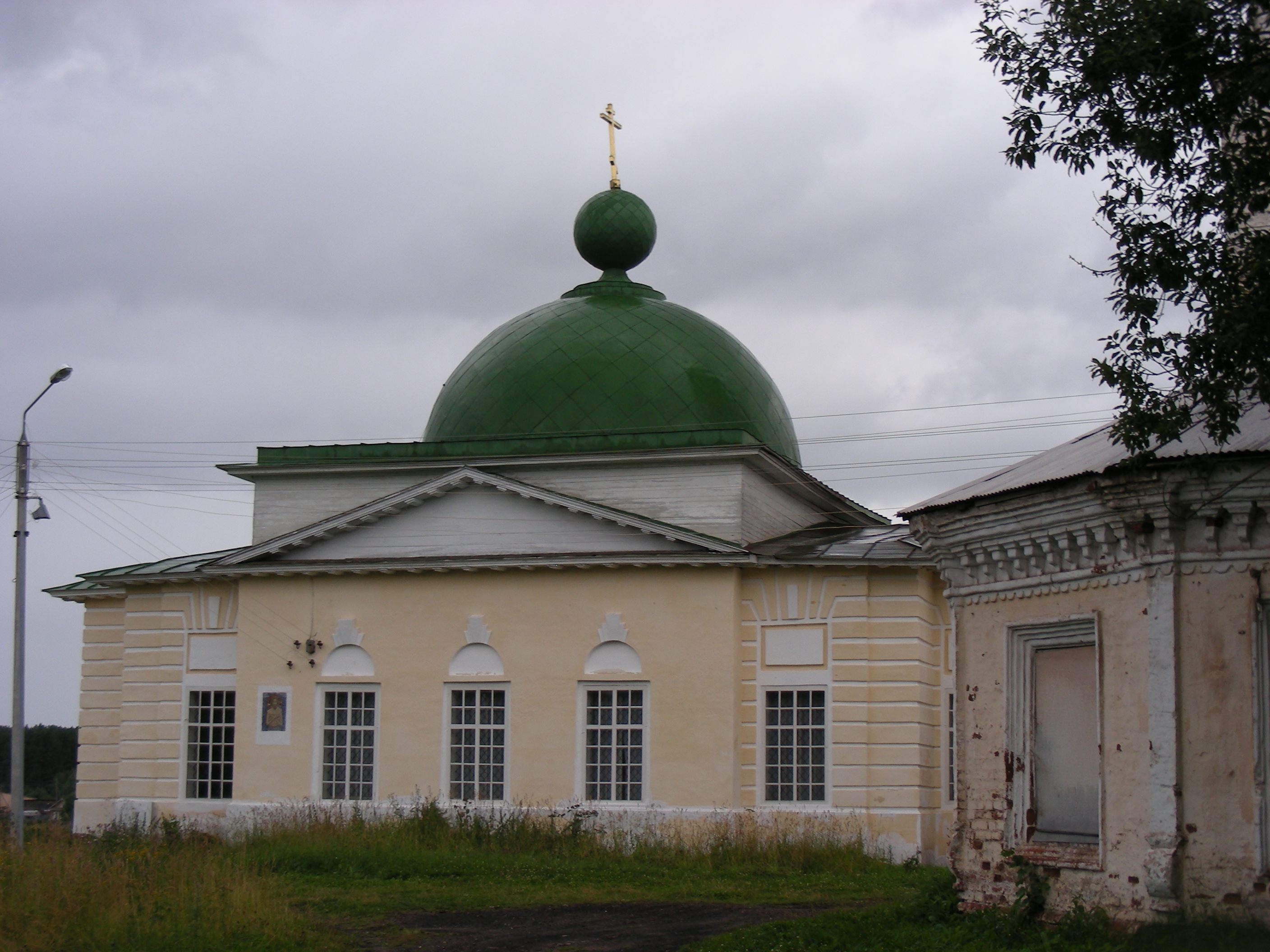
Музей церковной старины (в бывшем Успенском храме)
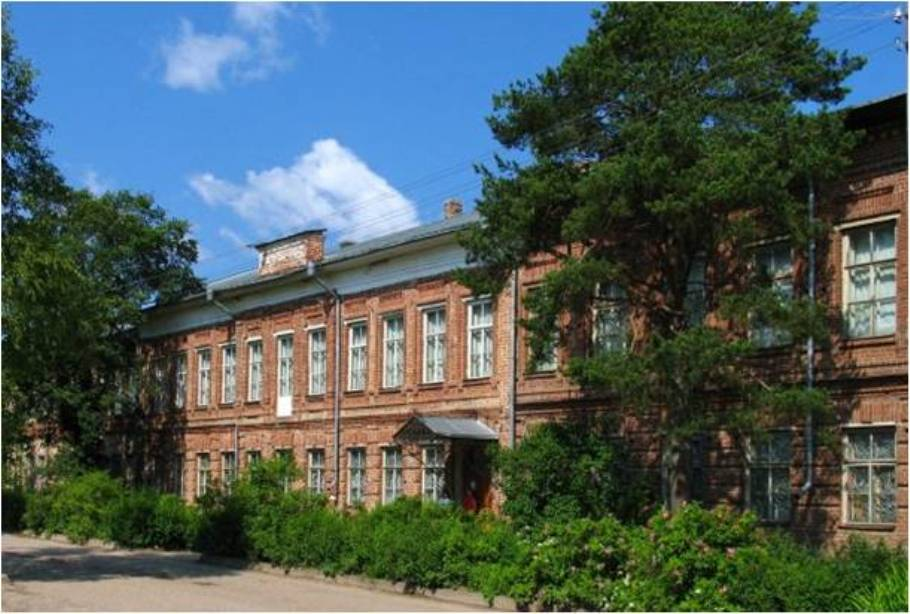
Тотемский краеведческий музей (Тотемская средняя общеобразовательная школа № 3)
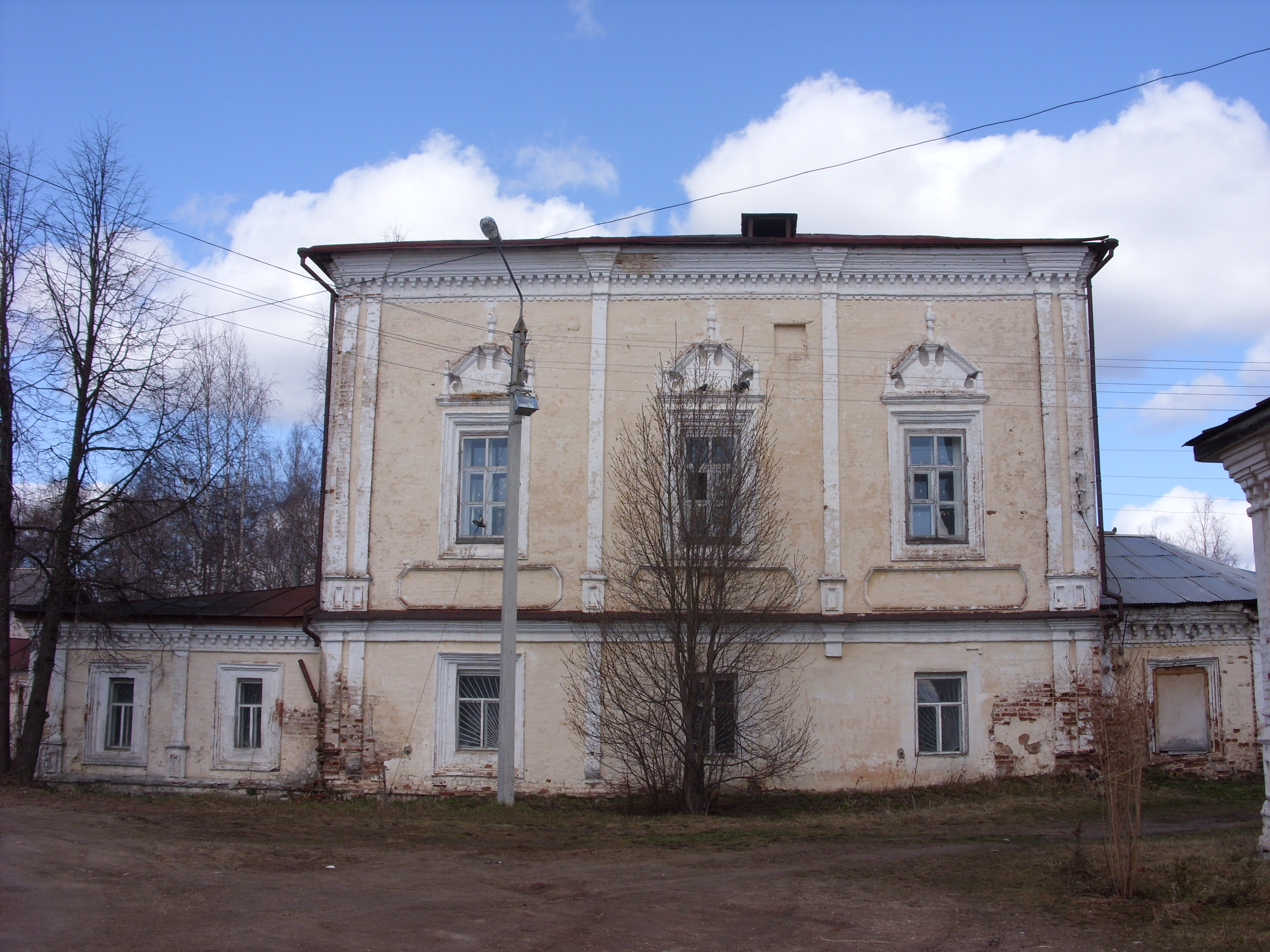
Музейно-выставочный центр «На большой Садовой» в бывшем Воскресенском храме
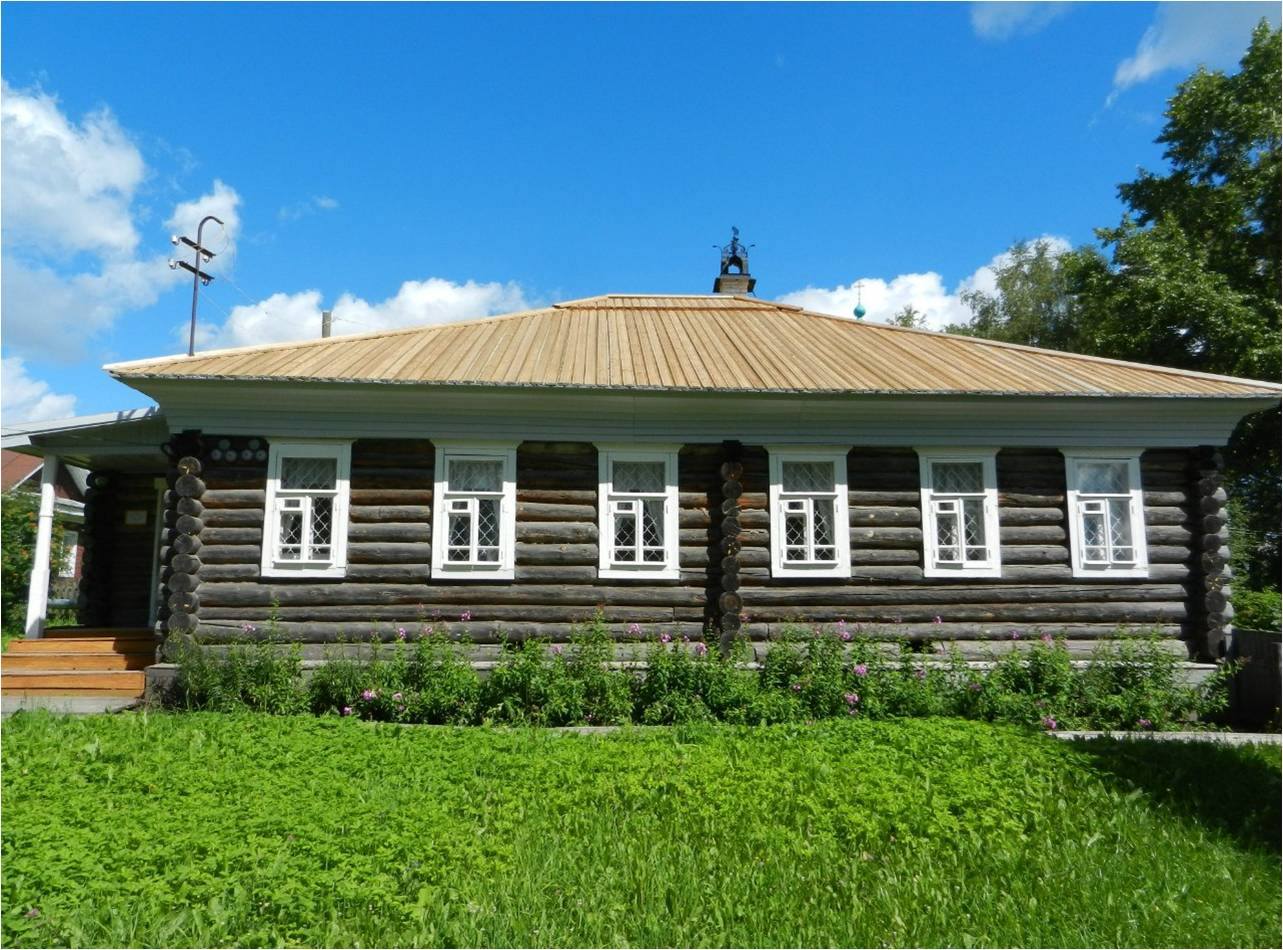
Дом-музей И.А. Кускова

Ещё два музея расположены в Тотемском районе:
- Музей детства и семьи в посёлке Царева;
- Дом-музей поэта Н. М. Рубцова в селе Никольском. Сюда также были переданы многие экспонаты из городской средней школы № 1 (расположенной в здании бывшей Петровской ремесленной школы), где в 1976 году был открыт первый в России школьный литературный музей Николая Рубцова. Его создателем стала учительница литературы той же школы Маргарита Афанасьевна Шананина. Поскольку возникли сложности оформления школьного музея в качестве самостоятельного, было принято решение некоторые экспонаты передать в музей с. Никольское.

В летний период (с мая по сентябрь) работают две смотровые площадки, расположенные на ярусах звона колоколен Успенской и Входоиерусалимской церквей. На последней восстановлена действующая звонница.

### Прочие учреждения культуры
В городе существуют два народных театральных коллектива — Тотемский народный театр молодёжного центра «Тотьма» (режиссёр — Светлана Самодурова) и Тотемский театр «На Красной Горке» при Городском центре культуры (режиссёр — Людмила Гончарова). Функционирует Тотемская районная библиотека имени Н. М. Рубцова с несколькими филиалами. Работает муниципальное учреждение культуры «Межмуниципальный организационно-методический центр», который реализует направления культурной политики, связанные с развитием различных видов, жанров народного творчества и любительского искусства, культурно-досуговой деятельности, с поддержкой учреждений культуры и искусства, туризма в районе.

## Религия

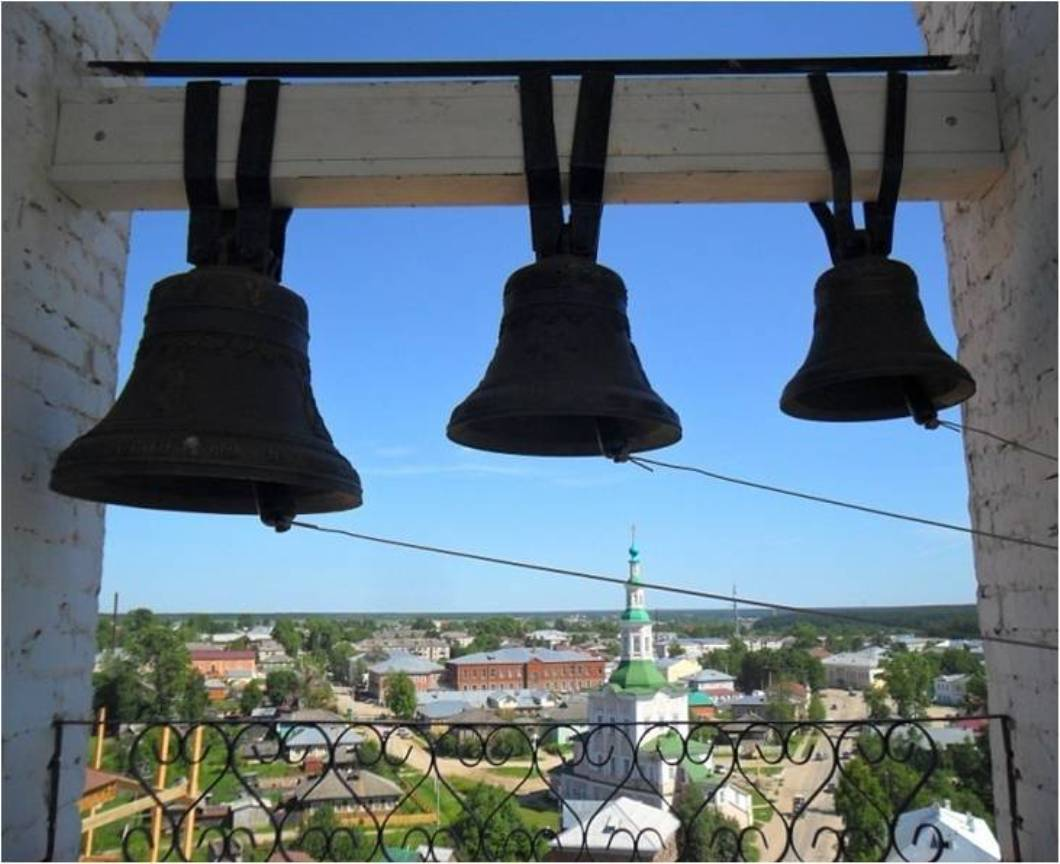
Звонница Входоиерусалимской церкви

В настоящее время богослужения совершаются в трёх храмах: храме Троицы в Зеленской Рыбачьей слободе, храме Рождества Христова, Вознесенском соборе на территории Спасо-Суморина монастыря.
Тотемское благочиние включает в себя также территории Тарногского и Нюксенского муниципальных районов и входит в Великоустюжскую епархию в составе Вологодской митрополии.

## Достопримечательности
Историко-архитектурное наследие в городе представляют: русское барокко, классицизм, «русский стиль», эклектика, крестьянские дома и хозяйственные постройки, амбары, купеческие склады. Три из сохранившихся городских храмов представляют собой классические образцы самобытной архитектурной школы тотемского барокко, ещё два храма так или иначе имеют черты этого стиля. Помимо того, выделяется целый ряд интересных гражданских построек, в том числе и тех, в которых размещались разнообразные учебные заведения города.

### Тотемское барокко
Большинство храмов, построенных во второй половине XVIII века в стиле тотемского барокко (разновидность классического северного барокко) исключительно своеобразны. Местные архитекторы смогли творчески обработать западноевропейские идеи. Церкви, выстроенные в этом стиле, очень высокие, буквально устремлённые в небо; их силуэты похожи на силуэты парусных кораблей. Изысканные орнаменты на фасадах церквей — карту́ши, или, как их называли в XVIII веке, «клейма», — придают им особое своеобразие. Тотемские картуши отличаются от обычных (лепных, резных или рисованных) и представляют собой внешний элемент убранства храмов — часть кладки стены, как правило, выступающую на треть кирпича и обрамленную валиком кирпичного набора. На внутренних полях картушей изображены звезды, цветы, трилистники, кресты и раковины. Существует версия, что тотемские картуши — не что иное, как стилизованный в архитектуре рисованный элемент морских карт, которыми пользовались местные купцы в своих походах.

Картуши Входоиерусалимской церкви
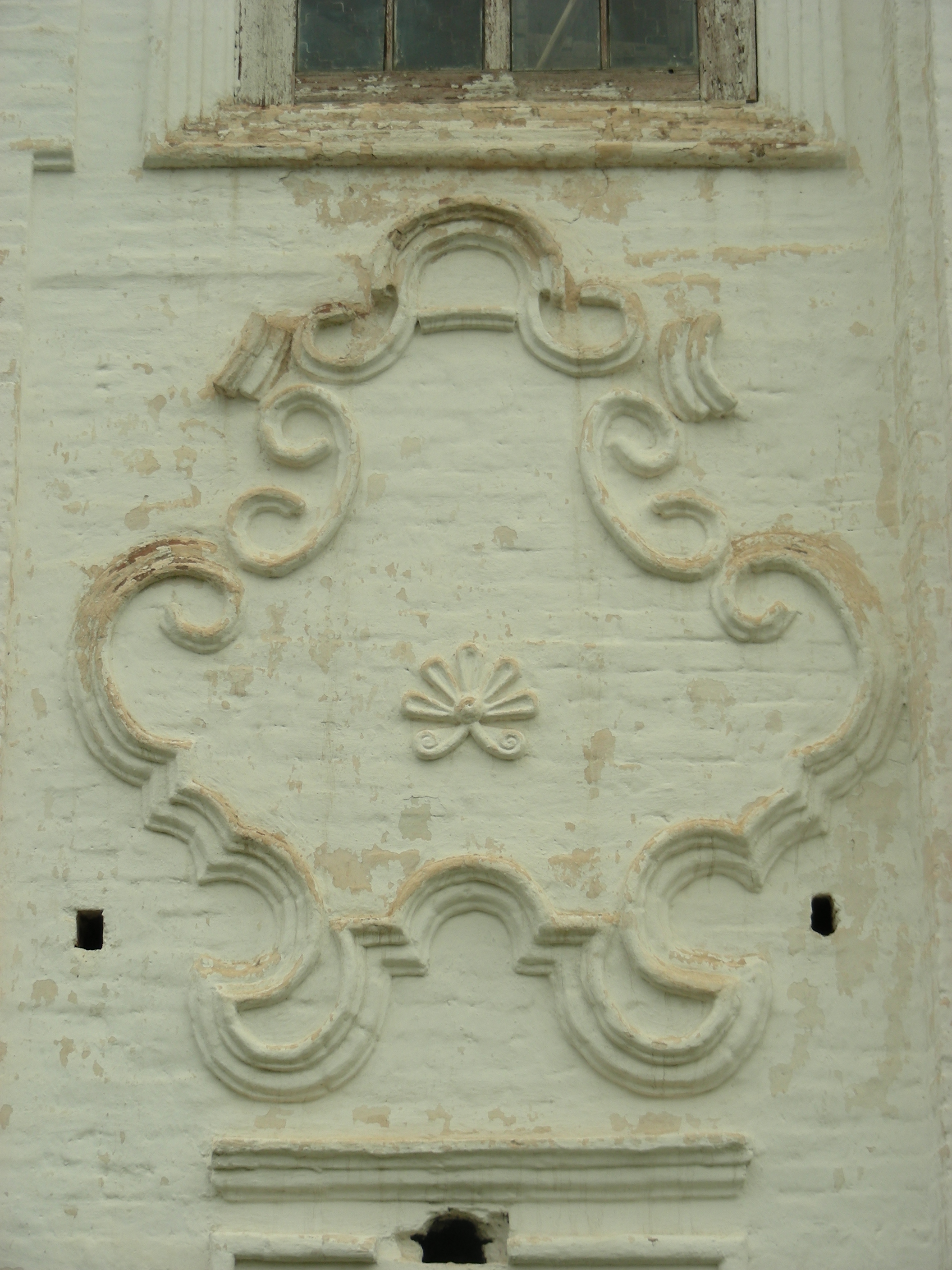
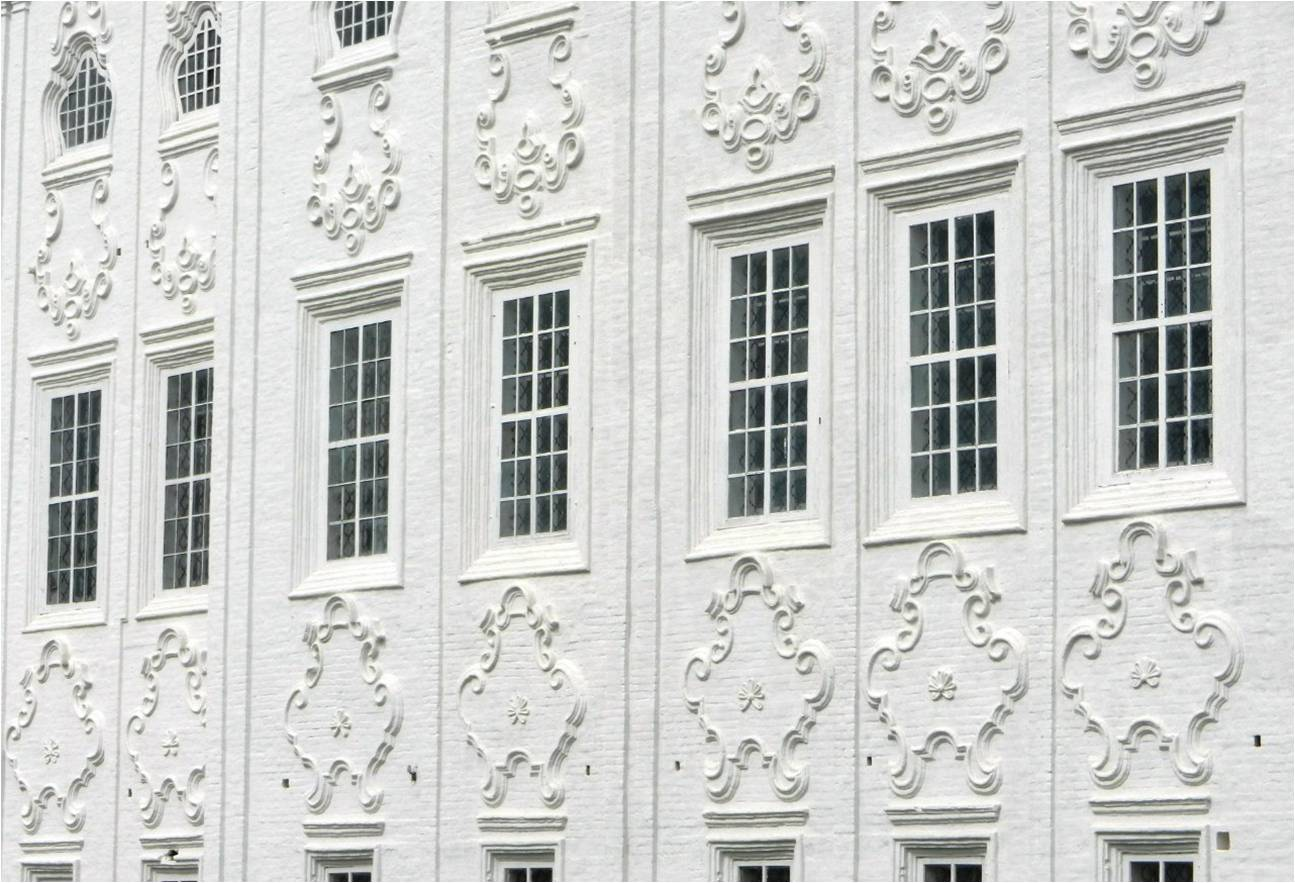
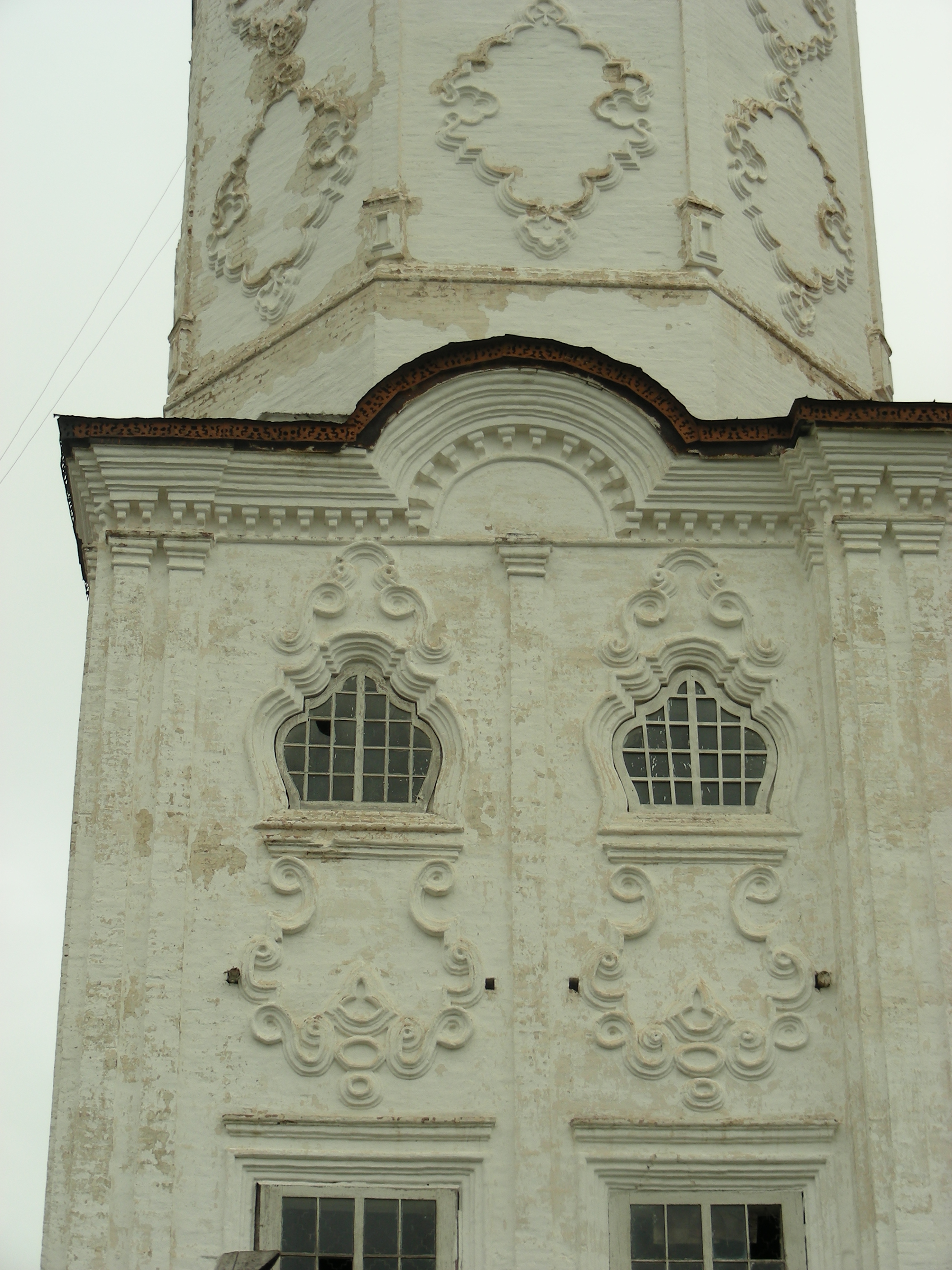
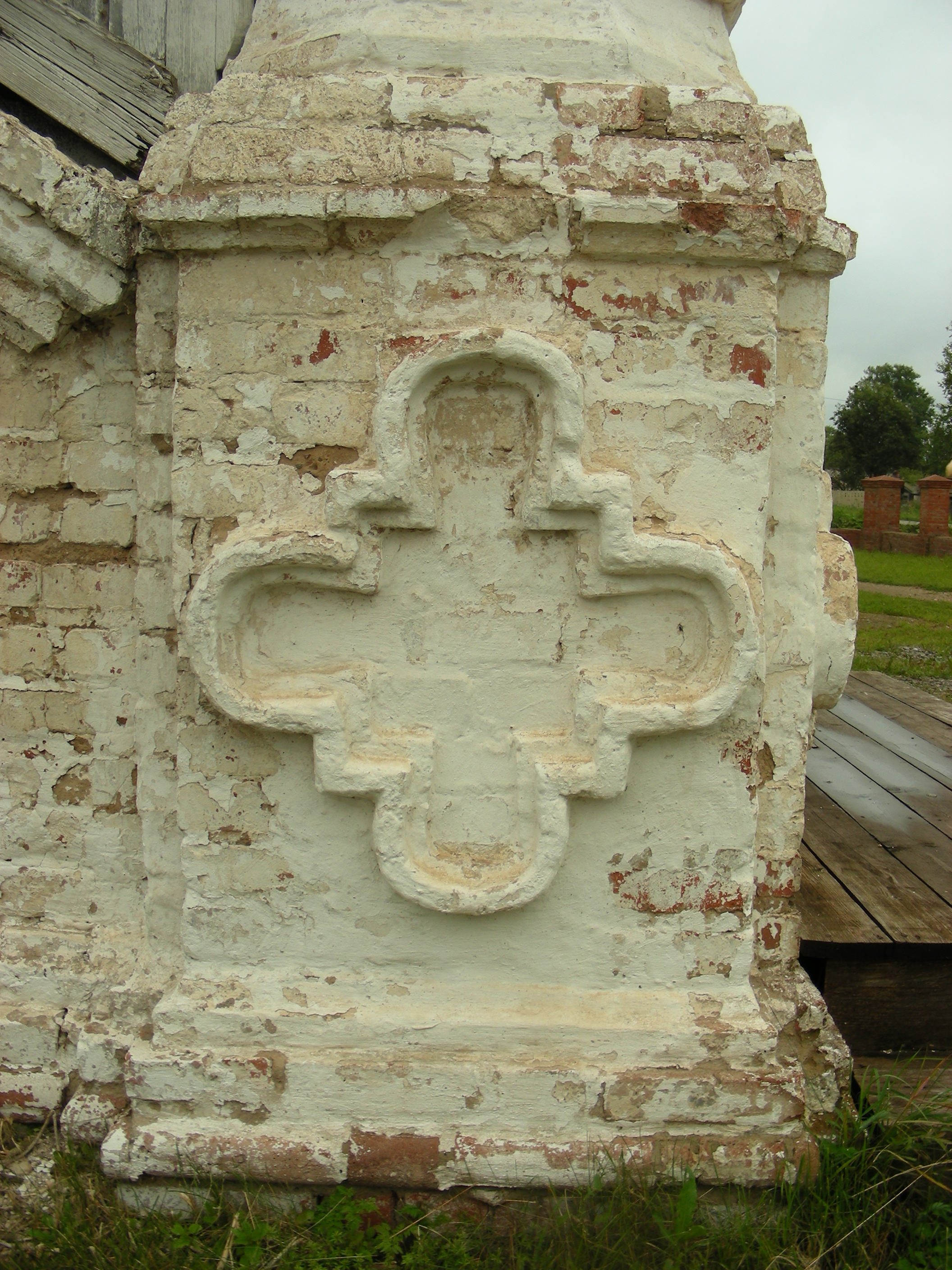

Храмы в стиле «тотемского барокко»:
- Церковь Входа в Иерусалим (1794)
- Церковь Троицы в Зеленской (Рыбачьей) слободе (1772; действующая)
- Церковь Рождества Христова (1746—1748; 1786—1793; действующая)

Храмы с элементами стиля «тотемского барокко»:
- Церковь Успения (1800—1808)
- Церковь Иоанна Предтечи (1738)
- Церковь Воскресения в Тотьме (1744—1749)
- Церковь Воскресения в Варницах (1743—1772)

Тотемские храмы
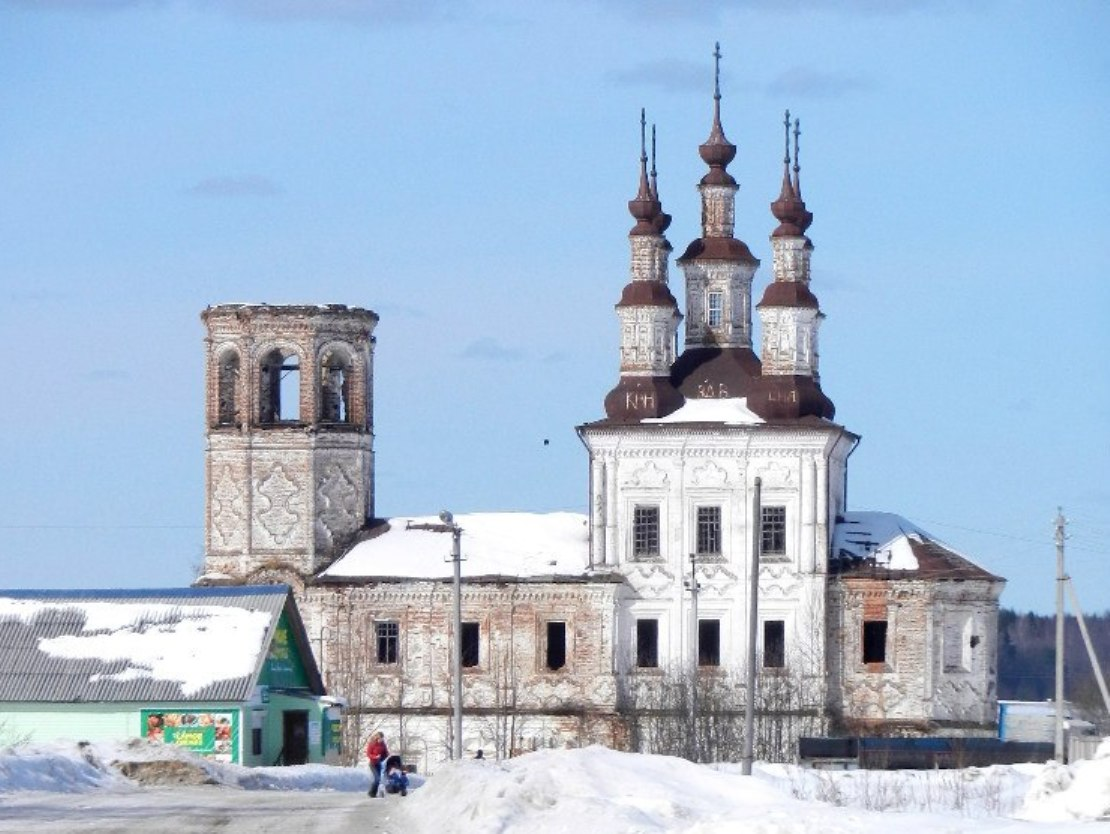
Церковь Воскресения в Варницах
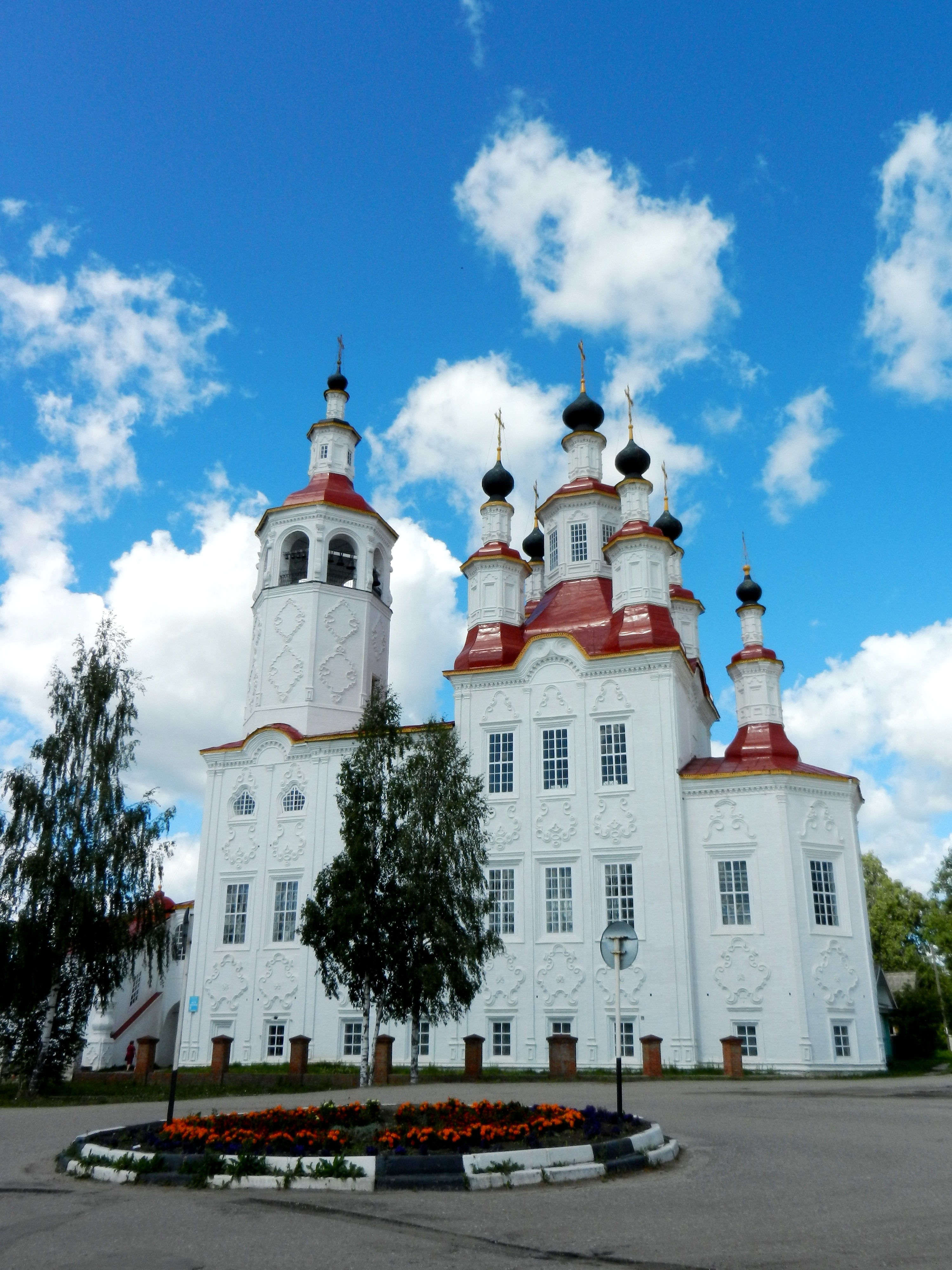
Церковь Входа в Иерусалим
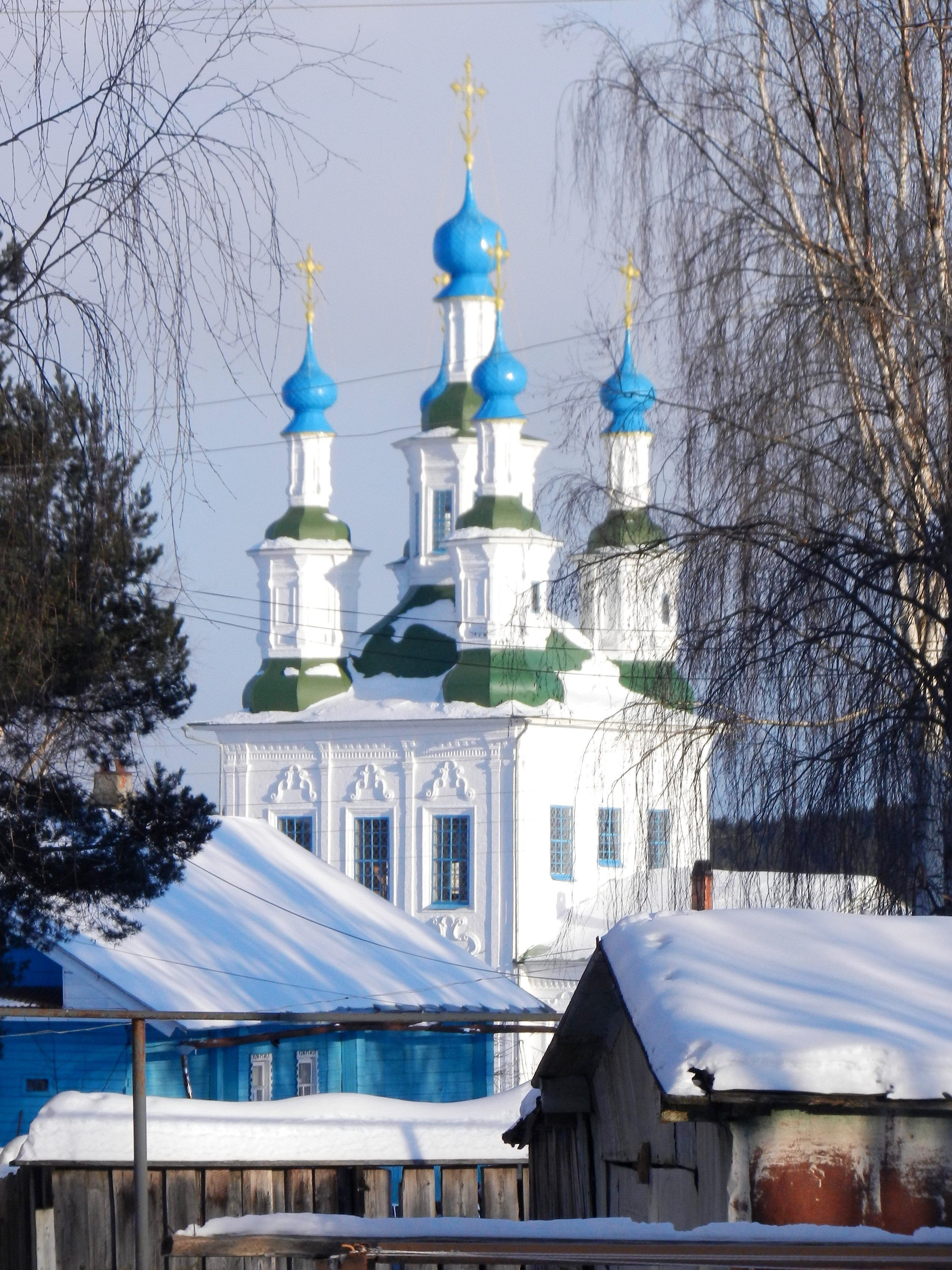
Церковь Троицы в Зеленской слободе
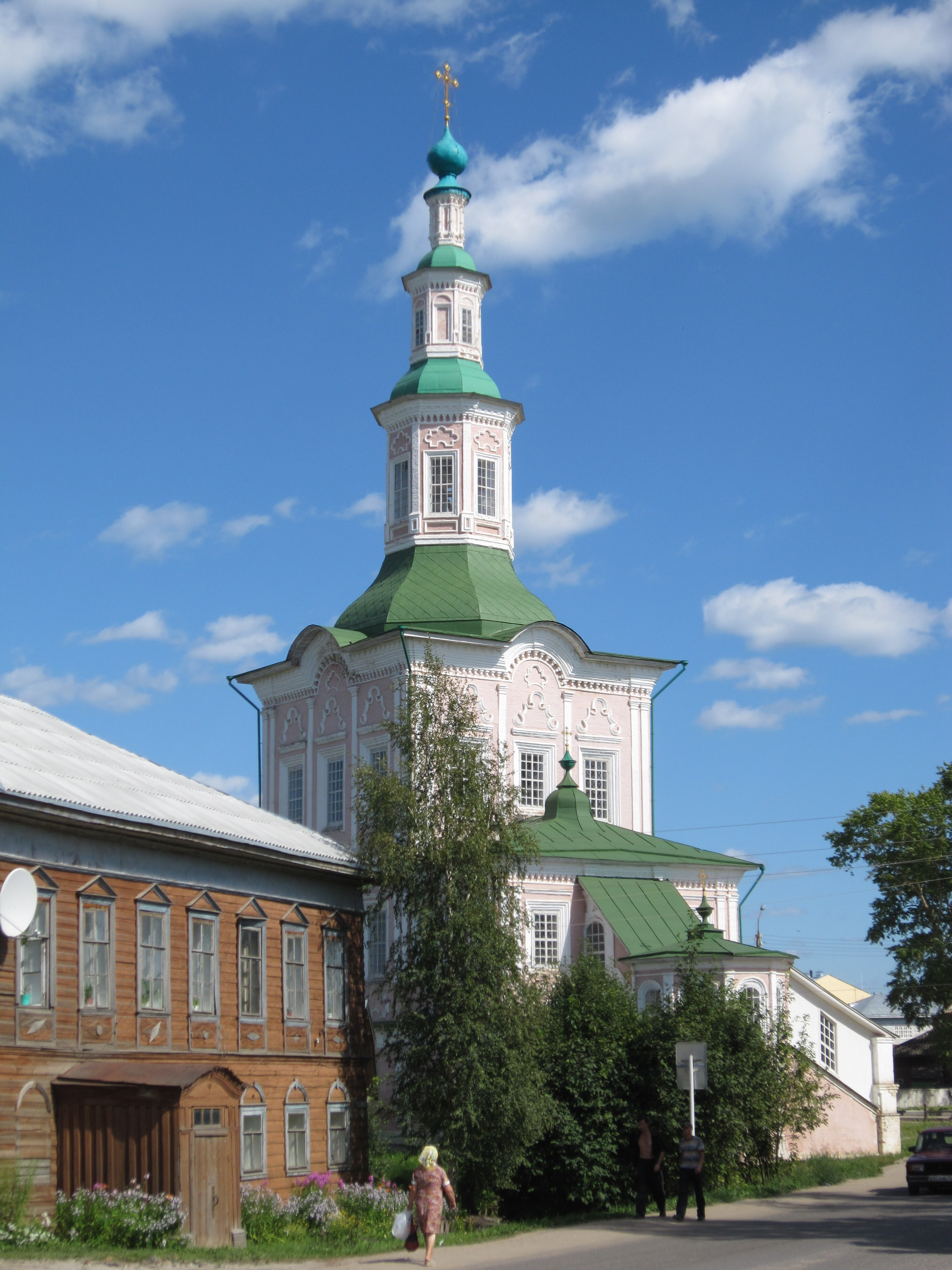
Церковь Рождества Христова
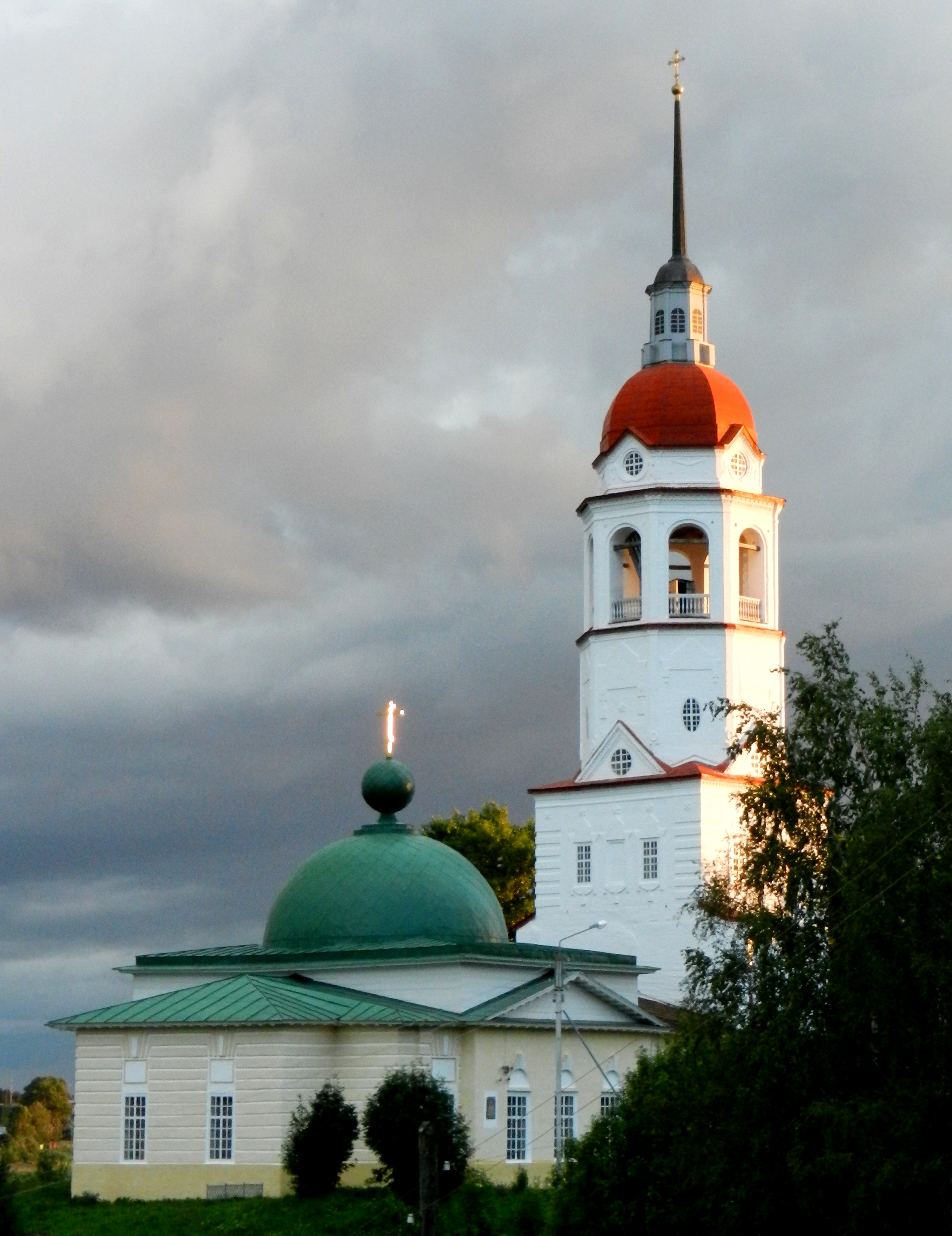
Церковь Успения

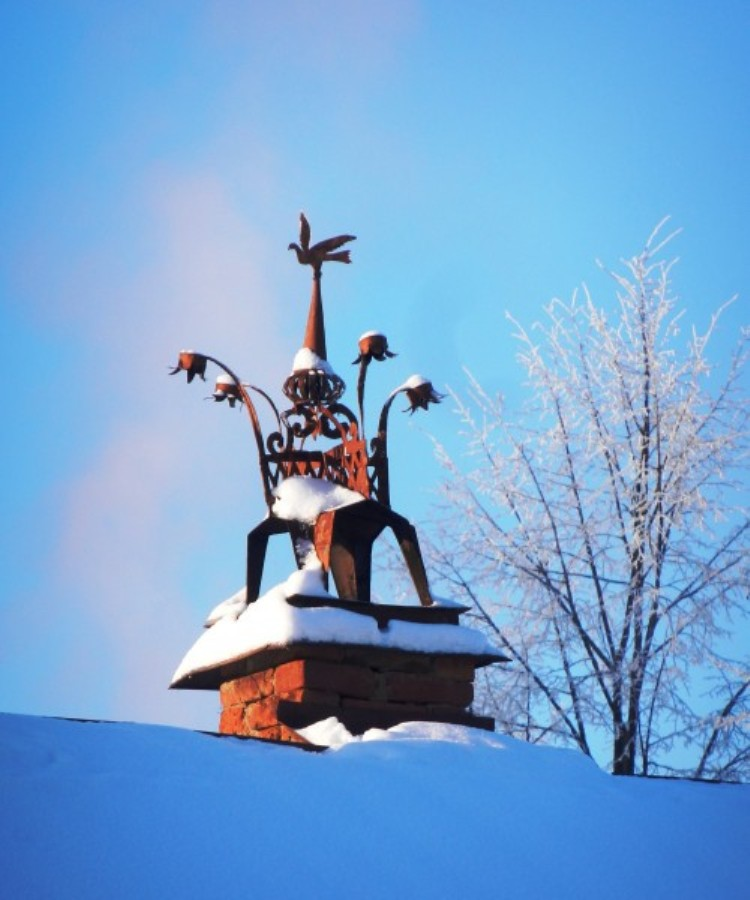
Характерный для Тотьмы дымник — украшение печной трубы

Классицизм в храмовой архитектуре представляют только Богоявленский собор (1863—1872) и Вознесенский собор Спасо-Суморина монастыря (1796—1801). Всего в начале XX века в Тотьме находилось 17 каменных храмов. До настоящего времени сохранилось пять — Входоиерусалимский, Успенский, Воскресенский, Рождественский, Троицкий. Два последних переданы Русской Православной церкви, там возобновлены богослужения. Иные храмы, выстроенные в этом стиле, до наших дней не дошли, будучи разрушенными в годы воинствующего атеизма (существовало ещё как минимум три выдающихся храма — Иоанно-Богословский, Казанский и Параскево-Пятницкий).

### Памятники гражданской архитектуры
Среди памятников тотемской гражданской архитектуры нет шедевров, но тем не менее застройка города достаточно своеобразна и интересна. В частности, стоит отметить усадьбу купца-морехода Фёдора Холодилова на берегу Сухоны, хорошо сохранившуюся до наших дней. Классицизм представлен зданием бывшей учительской семинарии на улице Белоусовской и домом Замяткиных на Садовой. Наиболее широко представлена эклектика:
- здание Мариинской женской гимназии, в центре города с претензией на псевдоготику (1912—1916)
- здание Духовного училища (1898—1900)
- здание Петровской ремесленной школы — монументальная трехэтажная постройка на берегу Сухоны (1902—1904).

В центральной части города сохранились каменные и деревянные купеческие особняки, среди которых стоит выделить:
- усадьбу Малофеева, полукаменную-полудеревянную с флигелями
- купеческий дом Кузнецова, классический для северных русских городов деревянный с просторным балконом над входной частью.
- дом купцов Пановых, с элементами барокко, построен в самом центре города для купцов-строителей Входоиерусалимского храма.
- Магазин Зингера, памятник истории и культуры регионального значения.
- Дом купца Белова.

Памятники гражданской архитектуры
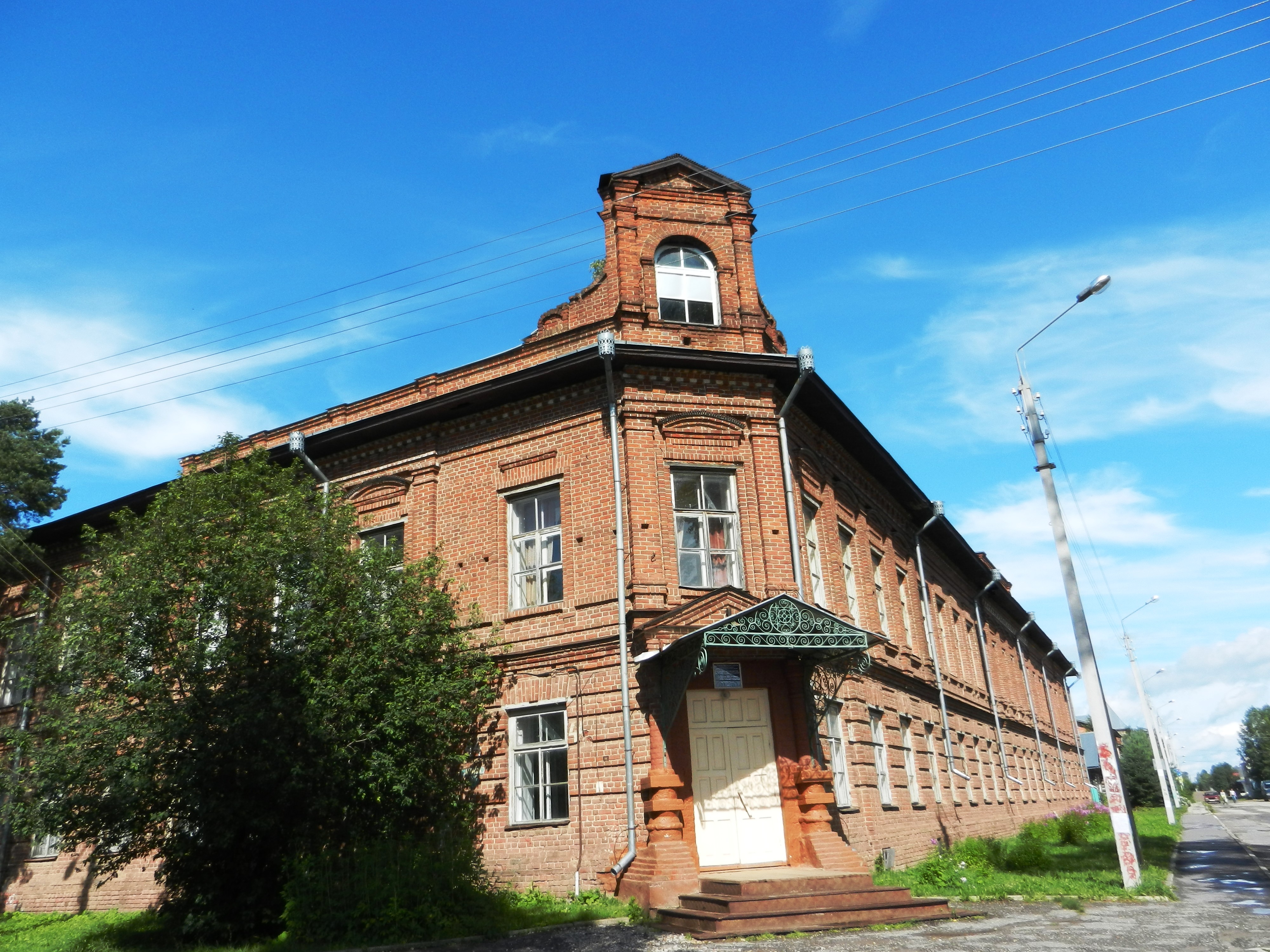
Здание Духовного училища
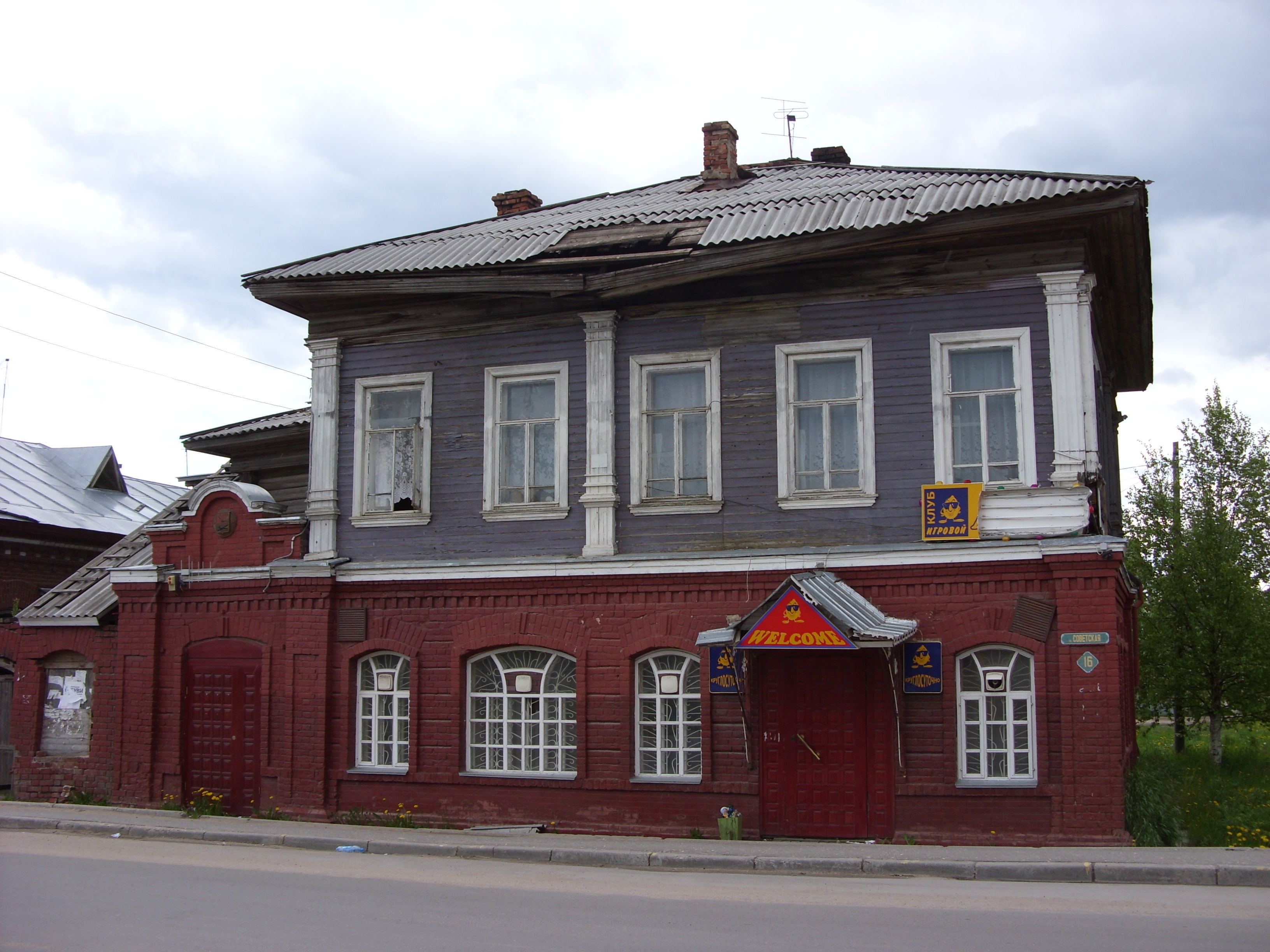
Усадьба Малофеева
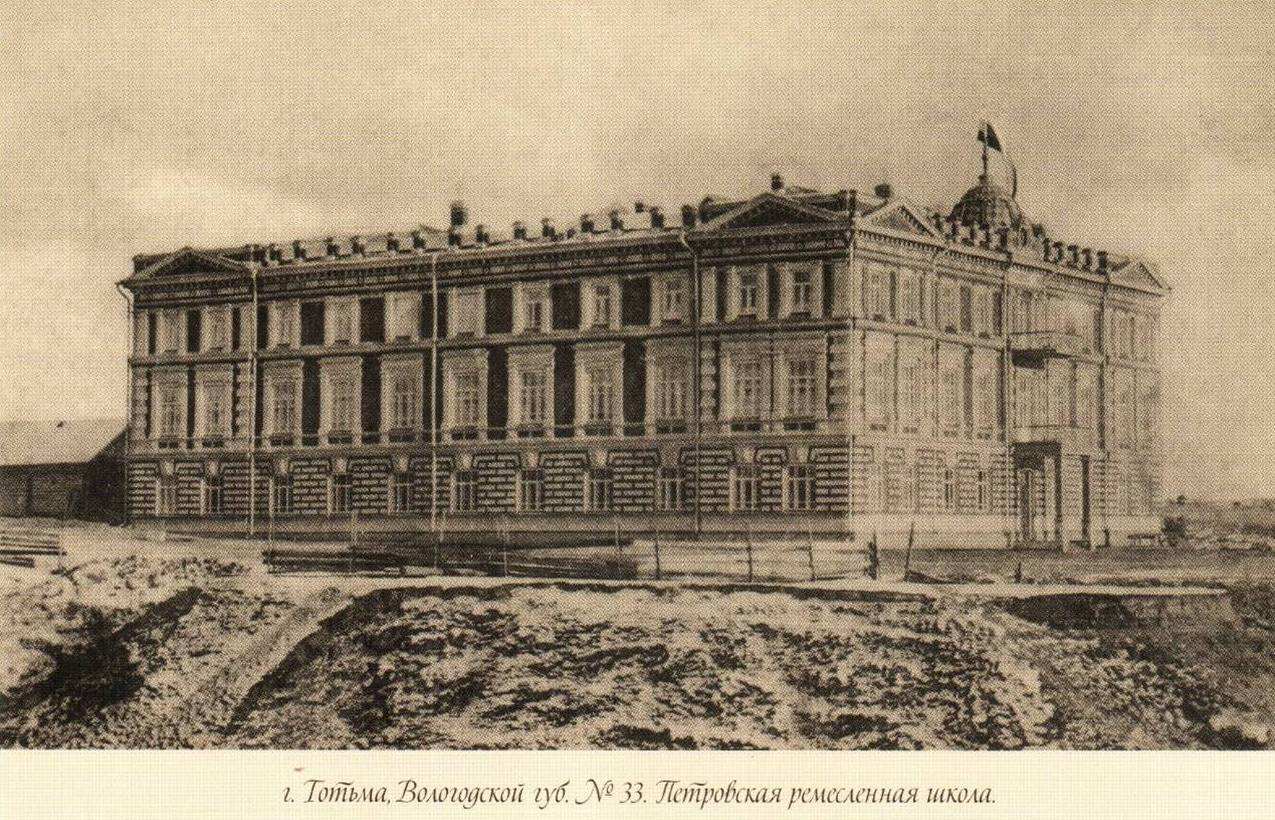
Петровская ремесленная школа (в начале XX в.)
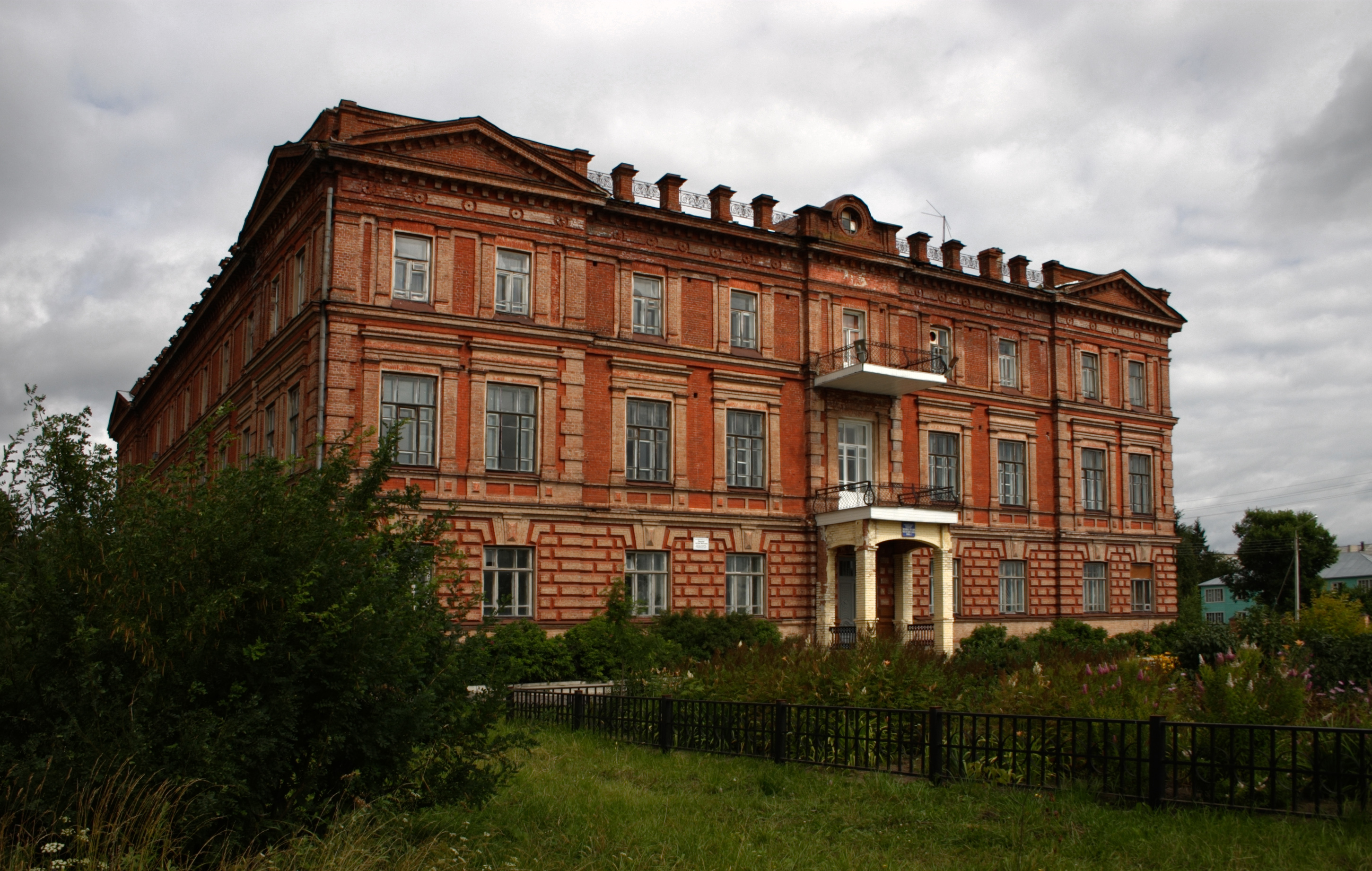
Здание Петровской ремесленной школы (в 2006)
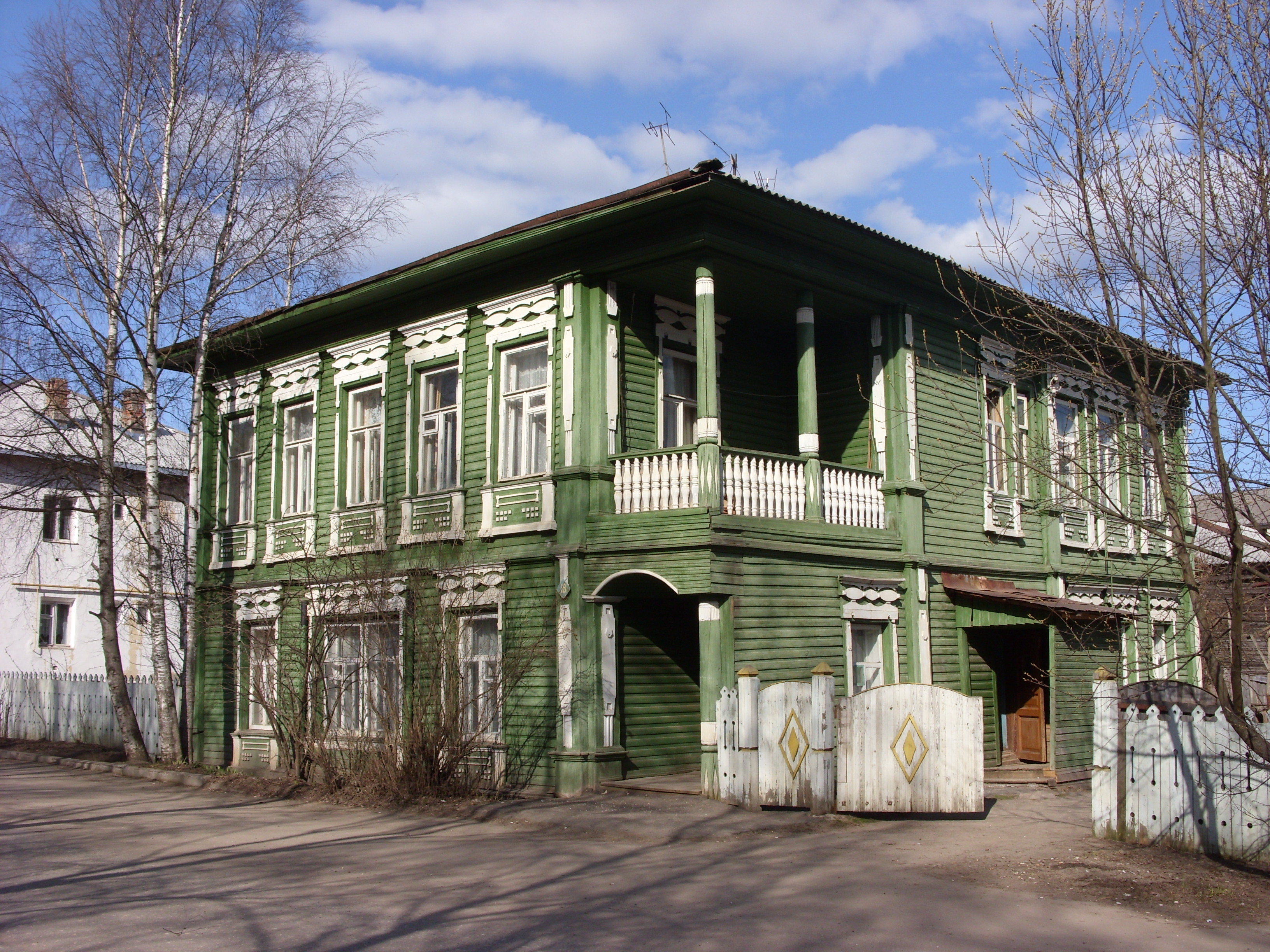
Дом Кузнецова
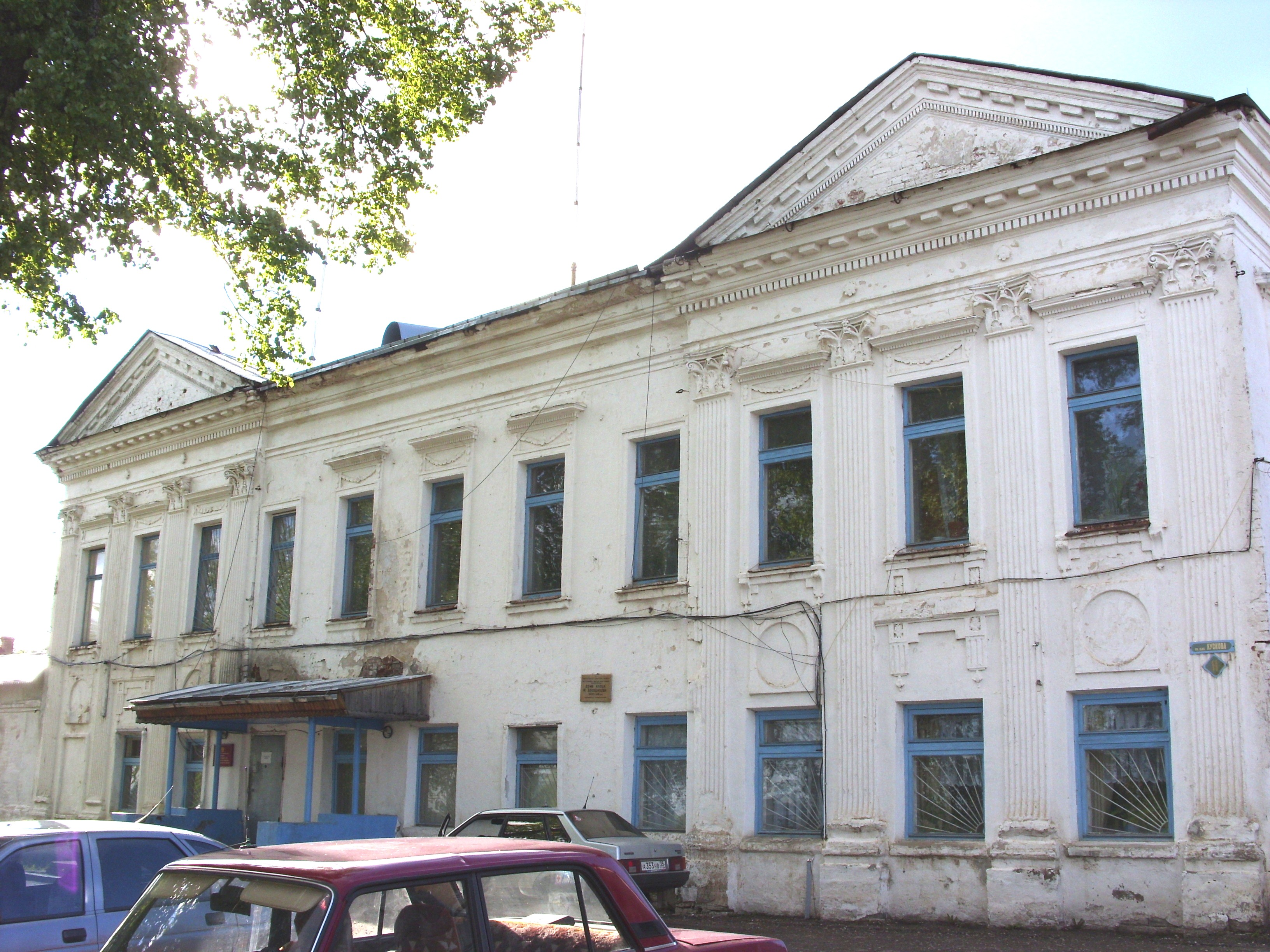
Дом Холодилова

Рядовая застройка города представлена одноэтажными домами конца XIX — начала XX веков, наибольший интерес в облике которых представляют ажурные дымники на крыше и резные трубы водостоков. Сохранился интересный деревянный дом с элементами стиля модерн.

### Спасо-Суморин монастырь

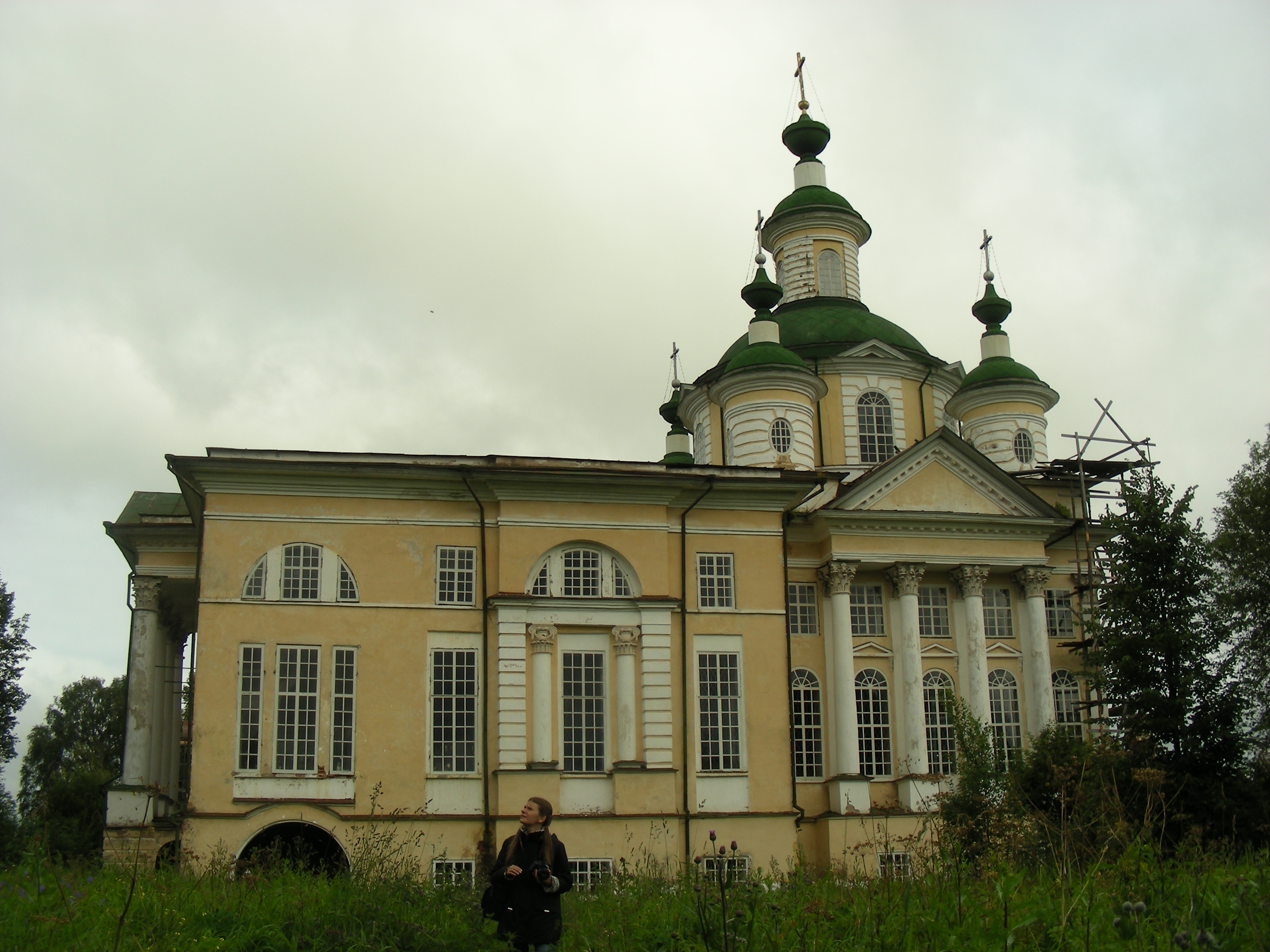
Вознесенский собор

В километре к западу от центра города расположен Спасо-Суморин монастырь (бывший Спасо-Преображенский), известный с 1554 года. В 1919 году монастырь был закрыт и снова стал действующим только в 2014-м.
Комплекс бывшей обители существенно пострадал в советские годы и в настоящее время приведён в порядок лишь частично. 76-метровая колокольня, построенная в начале XIX века, частично сгорела в 1917 году, а с 1930-х её начали разбирать на кирпичи. На территории комплекса сохранились следующие здания.
- Вознесенский собор — прекрасный образец зрелого провинциального классицизма по проекту В. М. Казакова, внешне отреставрированный, но закрытый для посещения. Тотемская общественность неоднократно обращала внимание на гибнущие внутри храма уникальные фрески выдающегося вологодского художника второй половины девятнадцатого века П. С. Тюрина, но пока реальных действий по их сохранению предпринято не было. Построен в 1796—1825 годах.
- Спасо-Преображенский собор (без куполов, в руинированном состоянии). Построен в 1685—1689 годах, перестроен в 1880.
- Башня ограды монастыря (в руинированном состоянии).
- Церковь Успения Божьей Матери (развалины).
- Настоятельский корпус (музей «Открытое хранение фондов»).
- Корпус братских келий (в руинированном состоянии).
- Корпус братских келий (гостиница «Монастырские кельи»).
- Гостиница для паломников (общежитие).

Спасо-Суморин монастырь
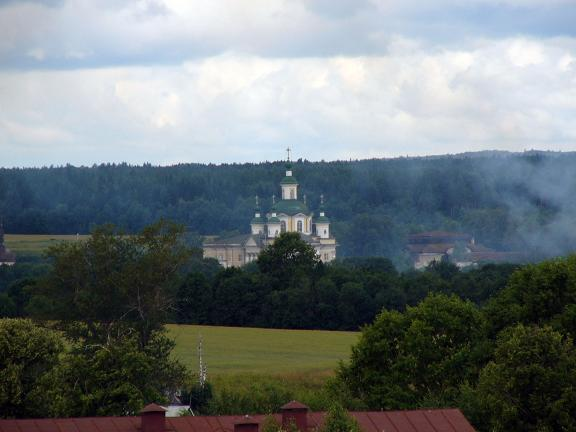
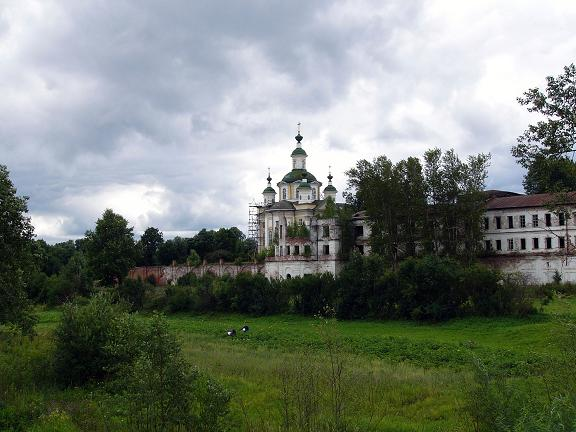
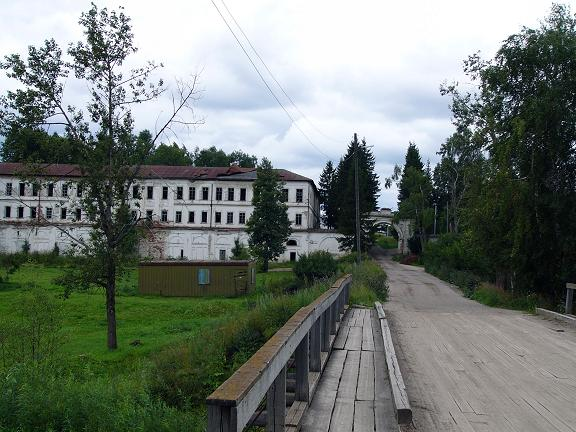
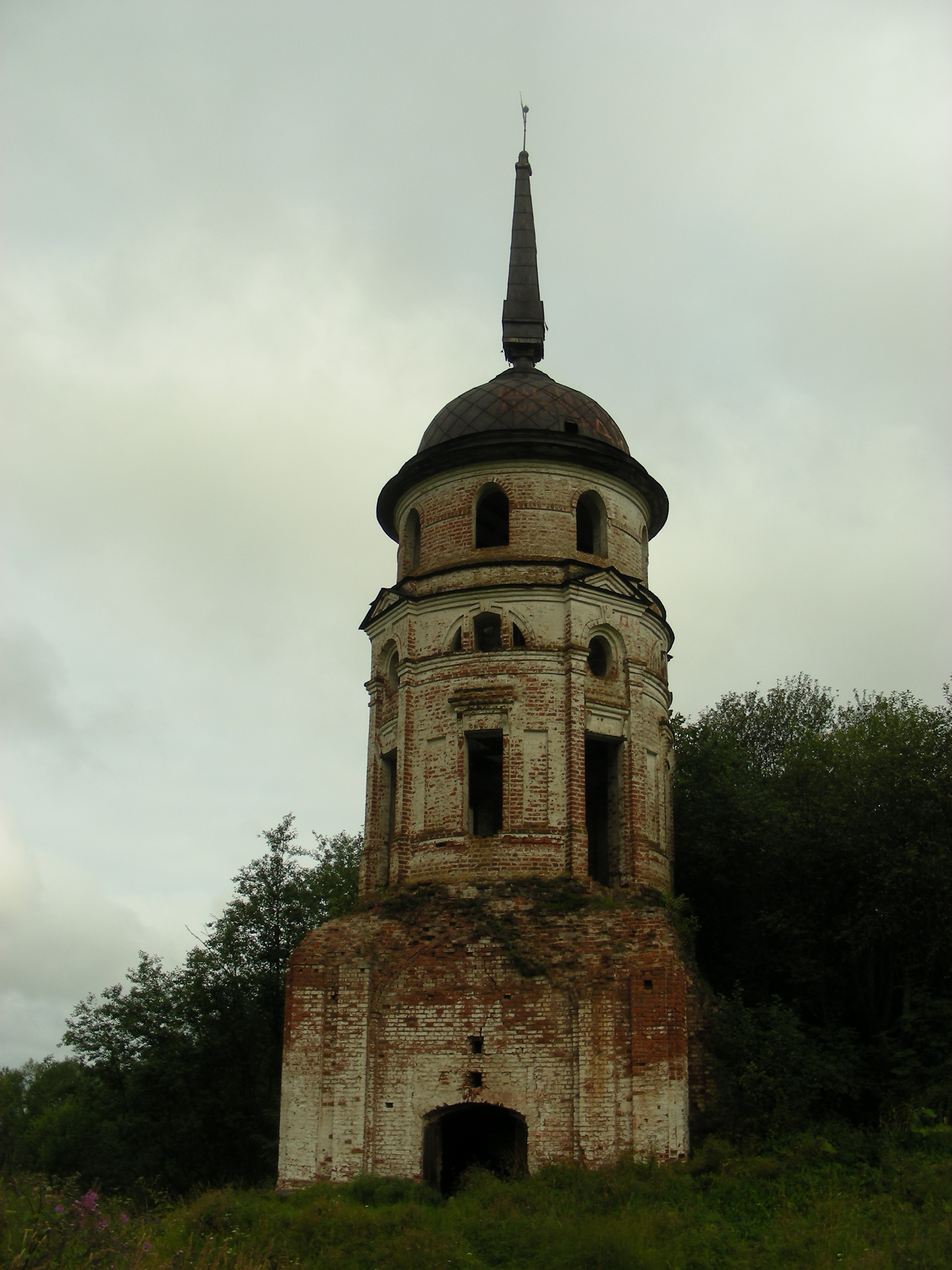
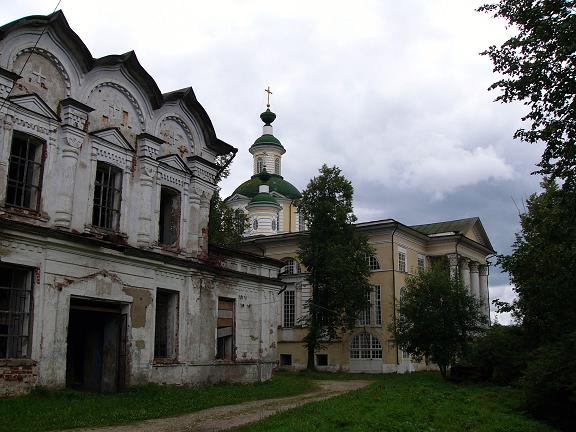
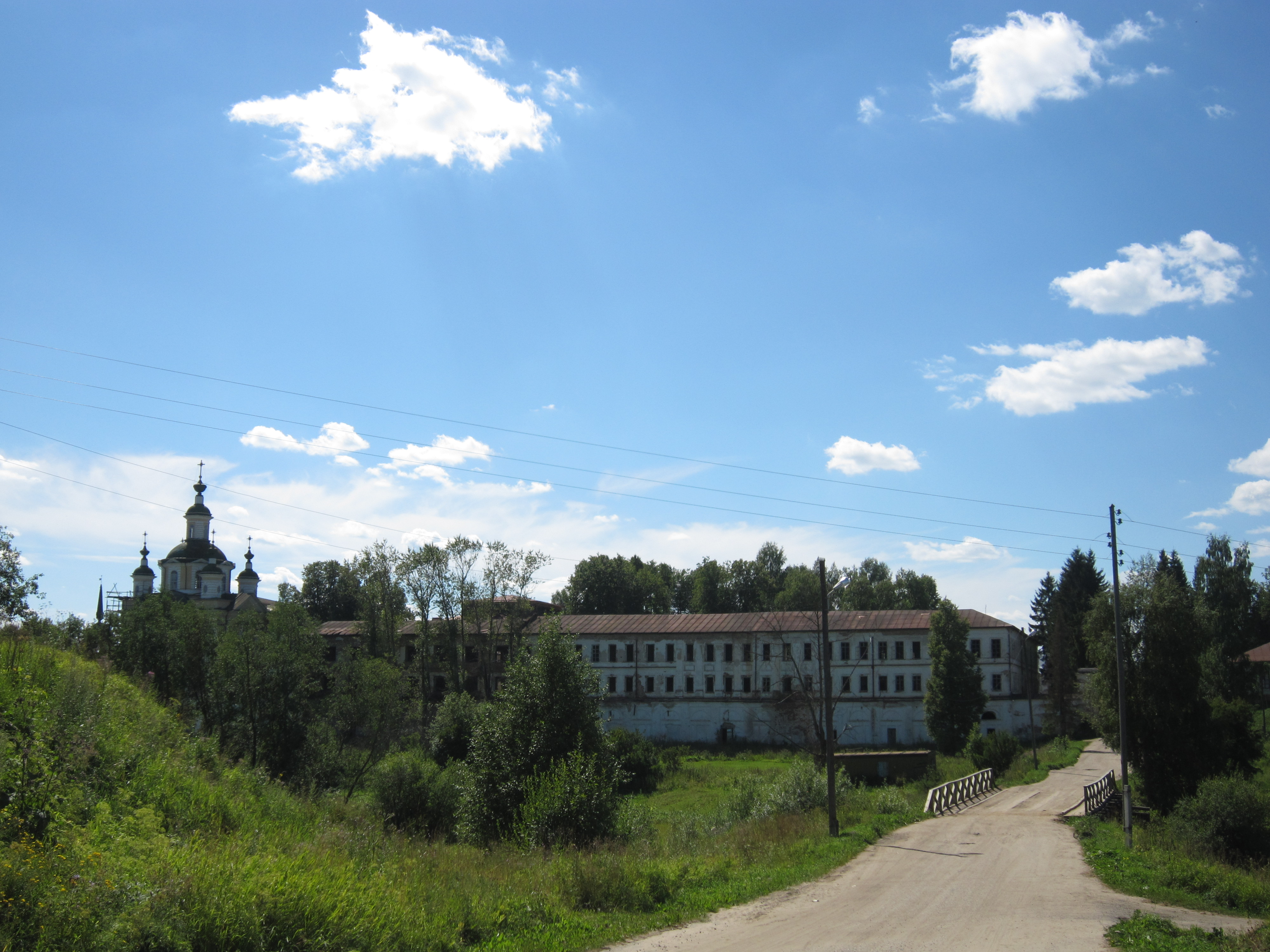

Также в монастыре воссоздана могила морехода И. А. Кускова.

Восстановление монастыря затрудняется не только отсутствием средств, но и наличием на бывшей территории монастыря посторонних построек, возникших в советские годы и не подлежащих сносу (например, здания детско-юношеской спортивной школы).

### Иные достопримечательности
Среди других примечательных мест Тотьмы можно выделить:
- Памятник русским мореходам и землепроходцам на центральной площади, представляющий собой ладью, на парусе которой видны очертания тотемских храмов;
- Памятный знак «Шестидесятая параллель»;
- Памятник И. А. Кускову;
- Памятник живописцу Ф. М. Вахрушову;
- Памятник поэту Н. М. Рубцову, первый в России.
- Камень «Лось» на реке Сухоне — один из самых больших камней-«одинцов», упоминающийся в исторических документах с XVIII века. По преданию, во время путешествия Петра I по вологодским землям в Архангельск царь со своей свитой отдыхал на этом камне и пил чай из серебряного ковша, и с тех пор камень иногда называют «царевым столом». Этот гранитный камень в 2,5 раза превосходит знаменитый валун Гром-камень, на котором стоит Медный всадник в Санкт-Петербурге.

Также среди интересных особенностей Тотьмы можно назвать наличие немалого количества смотровых площадок ввиду сложного городского рельефа, а также сохранившиеся на множестве городских улиц деревянные тротуары — «мостки».

## Телекоммуникации и СМИ
В городе действует одна информационная («Тотемские вести») и три рекламные газеты («Уездные новости-реклама, „Экспресс-вестник“, „Полезная газета“). В 1999—2005 годах выходил также информационный еженедельник „Уездные новости“. Также выходила газета «Тотьма и тотьмичи».
Общедоступными являются четыре каналов: Первый Канал, Россия 1 / ГТРК Вологда, НТВ и Пятый Канал. Действует кабельное телевидение. По состоянию на 2013 год вещание Тотемского районного телевидения отсутствует, планов по его перезапуску нет.
Сотовая связь представлена четырьмя операторами: МегаФон, МТС, Билайн, Теле2.
Интернет-СМИ представлены регулярно обновляющимся новостным порталом „Город Тотьма. Ру“, а также информационными сообществами в социальных сетях.

## Инфраструктура

### Транспортная система

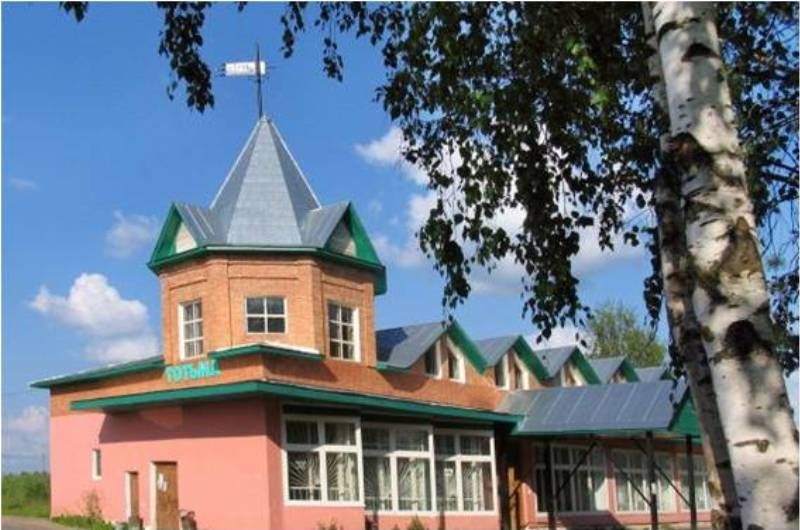
Автовокзал Тотьмы

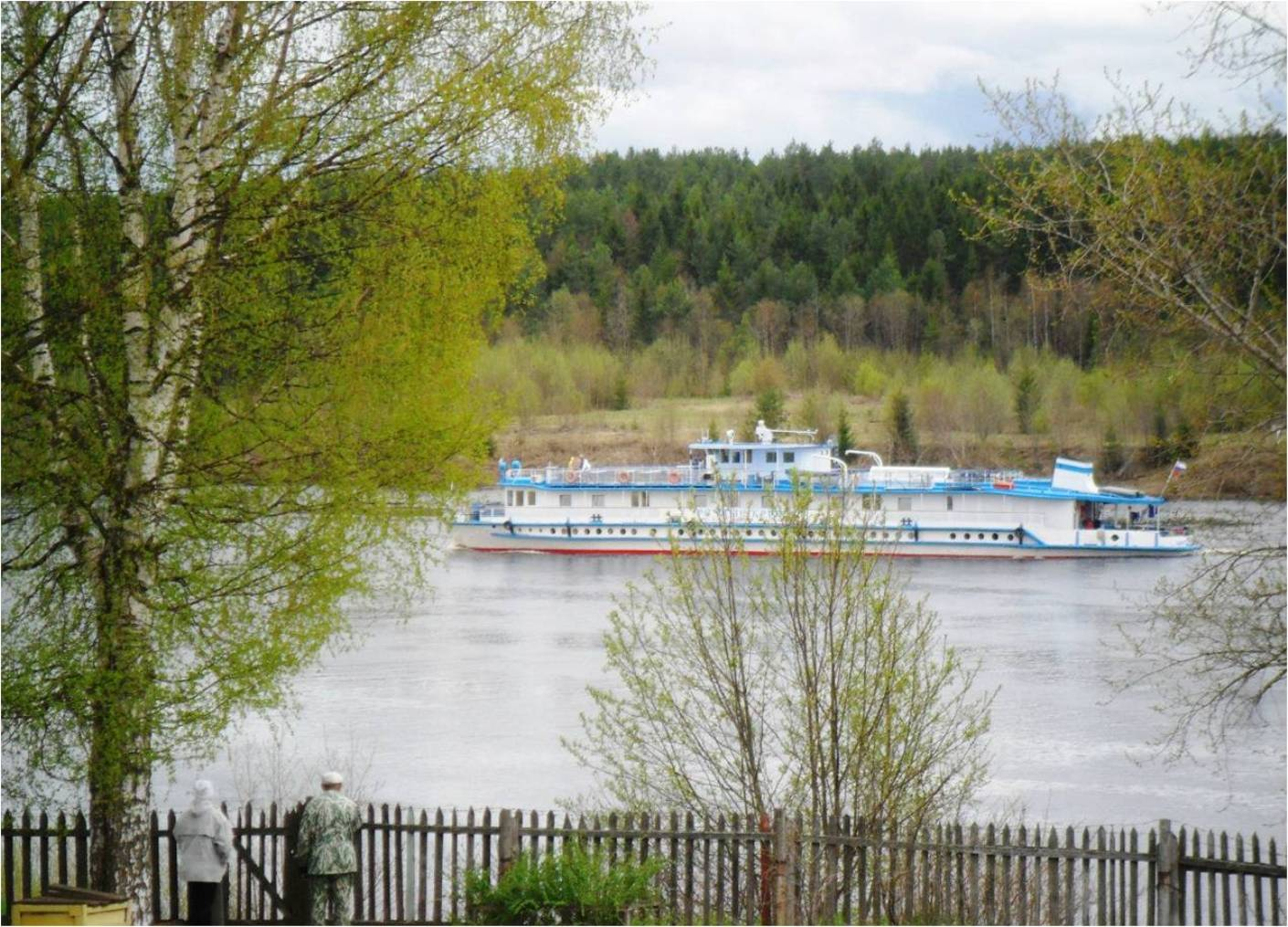
Туристический теплоход «Николай Яковлев», следующий рейсом Вологда-Сыктывкар, на реке Сухоне в Тотьме

#### Дорожная сеть
Тотьма — крупный транспортный узел восточной части Вологодской области. Город находится на пересечении двух автотрасс регионального значения: Р7 (Чекшино — Тотьма — Никольск) и „Сухонского тракта“ (Тотьма — Нюксеница — Великий Устюг). По данным дорогам имеется выход на федеральные трассы М8„Холмогоры“ (Москва — Ярославль — Вологда — Архангельск) и Р157 (Урень—Шарья—Никольск—Котлас). Дороги районного значения связывают Тотьму с северной (Середская, Мосеево) и южной (Великий Двор, Никольское, Гремячий) частями района.

#### Общественный транспорт
Благодаря развитой автодорожной сети из Тотьмы можно ежедневно уехать в Вологду (более 12 рейсов общественного транспорта в день, не включая частные маршрутные такси), а также в Великий Устюг, село имени Бабушкина, Никольск, Тарногский Городок, Кичменгский Городок, Нюксеницу, Кадников, Череповец. Автовокзал расположен в северной части города, в полукилометре от центра (Привокзальный сквер, рядом с Северным переулком). Большая часть автобусов не заезжает в город и делает остановку у кафе "Аляска", расположенного у трассы А-123 в 7 километрах от автовокзала.

Городской общественный транспорт как таковой отсутствует полностью, хотя существуют два пригородных маршрута до посёлков Советский и Усть-Еденьга, делающие ряд остановок в городской черте (стоимость проезда по городу 3-12 рублей). Функционирует несколько диспетчерских служб такси. Стоимость поездки в пределах городской черты на данный момент составляет 50 рублей. Яндекс-такси в городе не работает.

#### Прочие виды транспорта
Железной дороги в черте города нет, ближайшая станция — Вологда. От существовавшего в 1930-е годы проекта ширококолейной железной дороги (Галич — Солигалич — Тотьма — Вельск) отказались в связи с начавшейся Великой Отечественной войной и больше к нему не приступали; а построенная с 1950-х годов Пятовская узкоколейная железная дорога, пролегавшая в 12 км от города, была окончательно разобрана в 2006 году.
Пассажирское движение судов по Сухоне в настоящее время отсутствует. Есть возможность нанять прогулочный катер, предлагаются предварительно организованные сплавы на катамаранах или байдарках.

Авиационный транспорт перестал существовать в городе к концу 1990-х годов, территория бывшего аэродрома застраивается, и никаких предпосылок к его возрождению нет.

### Жилищно-коммунальное хозяйство

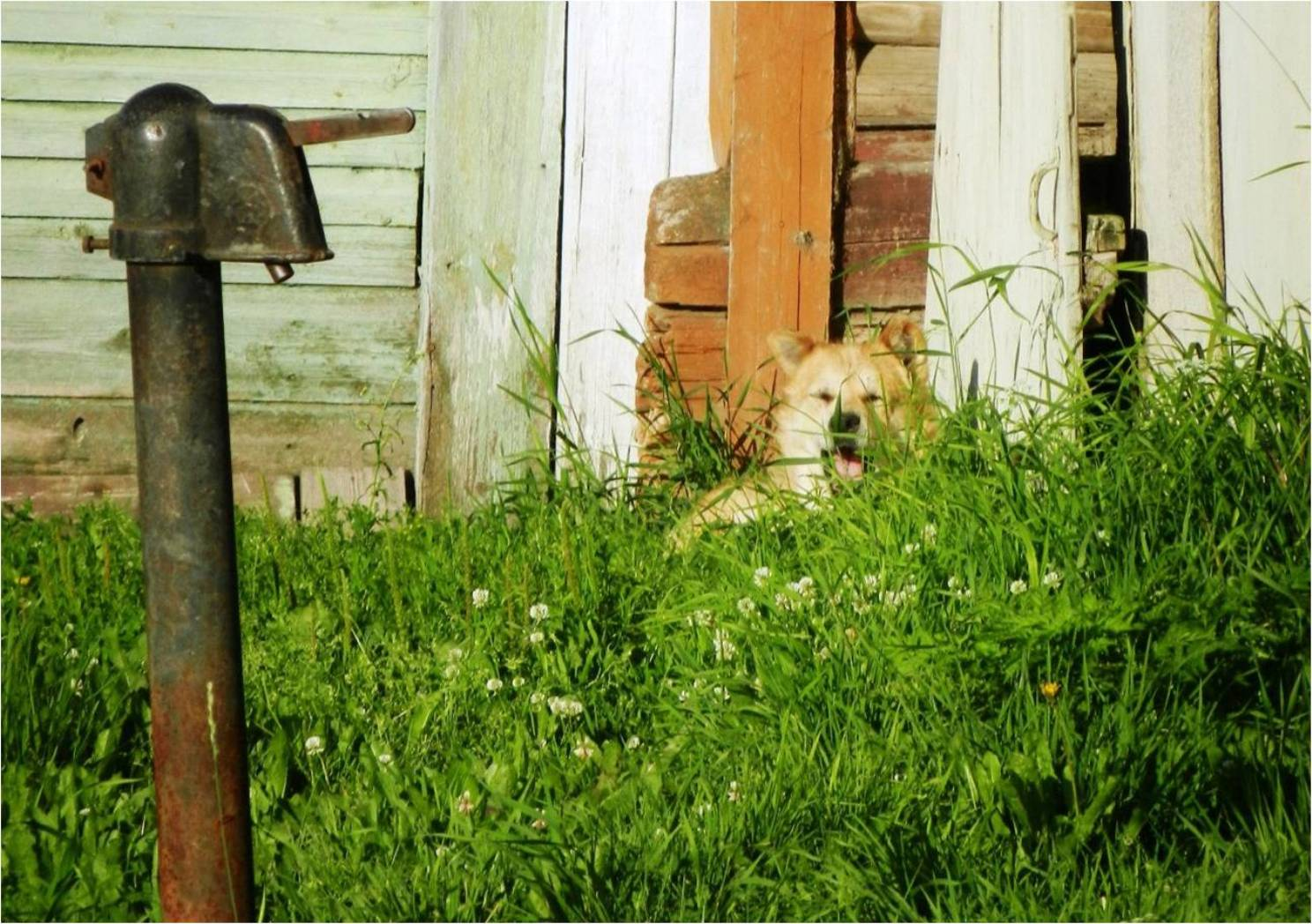
Водоразборная колонка в Зеленской рыбачьей слободе

Жилищно-коммунальное хозяйство Тотьмы представлено предприятиями, обеспечивающими работу инженерной инфраструктуры города: обслуживание жилищного фонда, теплоснабжение, водоснабжение, электроснабжение, газоснабжение, а также благоустройство территорий и утилизация мусора. Среди данных предприятий — МУП „Водоканал“, ООО „Фидес“, Тотемский филиал „Вологдаэлектросетей“, Тотемский филиал „Вологдаэнерго“ и др.

Основным источником водоснабжения является река Сухона. Главной коммунальной проблемой остаётся высокий износ существующих инженерно-технических коммуникаций, в первую очередь системы городского водопровода. В связи с этим водопроводную воду перед кипячением рекомендуется пропускать через фильтр. Значительное количество жилых домов в городе не подключено к водопроводу и централизованной системе канализации, потому на улицах города существует немало водоразборных колонок, а на реке Сухоне можно увидеть плоты для полоскания белья.

Газоснабжение города осуществляется преимущественно на базе природного газа от газопровода „Сияние Севера“.

### Образование
На территории города расположены следующие образовательные учреждения:
- дошкольные. 7 детских садов.
- общеобразовательные школы:
  - Тотемская средняя общеобразовательная школа № 1[72]
  - Тотемская средняя общеобразовательная школа № 2
  - Тотемская средняя общеобразовательная школа № 3
- учреждения дополнительного образования:
  - детская музыкальная школа
  - Петровская детская художественная школа. Создана в 1990-е годы как попытка возрождения Петровской ремесленной школы.
  - дом детского творчества
  - детско-юношеская спортивная школа
  - школа танцев „Браво“ при Молодёжном центре „Тотьма“
  - каратэ-клуб „Катана“
- средние специальные учебные заведения:
  - Тотемский политехнический колледж. Один из крупнейших подобных заведений на востоке Вологодской области.
  - до 2012 года существовал также Тотемский педагогический колледж, реорганизованный и присоединённый к политехническому в 2012 году.

Высшие учебные заведения на территории города представлены лишь филиалом Современной гуманитарной академии.

### Здравоохранение и социальное обслуживание
Медицинское обслуживание в городе предоставляет Тотемская ЦРБ. Больничный городок расположен в северной части города в кварталах между улицами Садовой, Ворошилова, Кирова и Загородной. На город действует одна поликлиника. Отдельно от больничного городка, в центральной части города, располагается стоматологическое отделение ЦРБ. Существует три аптечных пункта.
Также на территории города действует муниципальное учреждение „Комплексный центр социального обслуживания населения“, при котором создан интернат для одиноких пожилых людей.

### Спорт и отдых
В основном спортивная жизнь города сконцентрирована в помещениях физкультурно-оздоровительного комплекса, при котором открыт бассейн и действует множество кружков и секций. В городе два достаточно крупных стадиона: центральный „Фетиха“ и стадион детско-юношеской спортивной школы, но ни один из них не оборудован в полной мере для занятий спортом. При центральном стадионе существуют также площадка для занятий пляжным волейболом и баскетбольно-волейбольная площадка, в настоящее время почти не использующиеся по назначению.

В центральной части города расположено несколько парков — популярных мест отдыха для тотьмичей: сад Борцов за свободу, парк Вахрушева, сквер мореходов. Около сквера Рубцова, вблизи бывшей пристани, существует единственный относительно удобный, хоть и не благоустроенный, городской пляж. Для купания и отдыха тотьмичи чаще всего используют пригородные пляжи на реке Еденьге и в местечке Десятина на реке Царева.

## Международная деятельность
Международная деятельность в Тотьме связана прежде всего с развитием проекта „Русская Америка: связь времён и поколений“, реализуемого при поддержке администрации Тотемского района. Подписан ряд важных соглашений с музеем-заповедником Форт-Росс в Северной Калифорнии. Ежегодно совершается видеомост и перезвон колоколов Тотьма — Форт-Росс, приуроченный к Преображенской ярмарке. В последние годы в связи с 200-летним юбилеем крепости Форт-Росс Тотьму посещали экс-консул США в Санкт-Петербурге Шейла Гуолтни и действующий консул Брюс Тёрнер, экс-президент исторической ассоциации „Форт-Росс“ Джон Миддлтон, президент парка Форт-Росс Сара Свидлер, а также делегация североамериканских индейцев племени кашайя. Партнёрские отношения продолжают развиваться и в настоящее время.

## Города-побратимы
- Бодега Бэй
- Величка
- Соликамск
- Соль-Илецк
- п. Некрасовское (Ярославская область)
- Солигалич
- Сольвычегодск